# Etruskové
Etruskové jsou málo poznané starověké etnikum, které sídlilo v Etrurii, na území dnešního Toskánska v Itálii. Jako svébytná kultura existovali zhruba od 8. století př. n. l. a mocenského vrcholu dosahovali v období do 4. století př. n. l. Poté jejich význam výrazně upadl a postupně splynuli s Římem, jehož občanství získali v roce 90 př. n. l. Sami sebe označovali jako Rasenna (Rasena) a jméno Etruskové získali z jejich latinského označení Etrusci (či Tusci) – odtud pochází současné označení italské provincie Toscana, Řekové je nazývali Τυρσηνοί (tyrsenoi) nebo Τυρρηνοί (tyrrhenoi), z tohoto pojmenování se odvozuje název moře západně od italského pobřeží – Tyrhénské moře.

## Původ a sídla
Spolu s problematikou jazyka není otázka původu Etrusků v současnosti zcela objasněna. Již ve starověku existovaly různé hypotézy. Současné archeologické výzkumy některé z nich na jedné straně zcela či částečně vyloučily, na straně druhé však umožnily vznik hypotéz nových.
Je třeba si uvědomit, že v etruskologii je samotná otázka původu sice často vznášena a považována za významnou, ale všeobecně dnes platí, že kultura, kterou označujeme jako „etruskou“, se vyvinula teprve na území Etrurie.
Množství hypotéz o původu Etrusků lze v zásadě rozdělit na dva základní proudy – západní a východní. Podle západní hypotézy pocházejí Etruskové z Alp a podle východní pocházejí z Malé Asie. Sovětský akademik N. S. Děržavin dokonce, ovlivněn marrismem, uvažoval, že Etruskové, kmenové společenství žijící severně od Černého moře, byli zakladateli ruského národa, a Rus od nich také dostala své jméno (tento názor byl nicméně rozporován již Děržavinovými současníky). Velmi rozšířena je rovněž hypotéza, že jsou původními obyvateli Itálie. Jisté je, že svoji politickou a náboženskou strukturu vytvořili teprve na území dnešní Itálie.
Etruskové ovládali území mezi Tiberou a Alpami, nicméně stopy jejich činnosti lze najít i výrazně dále. Západní hranici jejich území tvořilo pobřeží Ligurského moře (naproti Korsice) a východní hranicí byl Jadran, kterému dalo jméno etruské město Hadria/Atria (dnešní Adria).
Etruskou civilizací dnes nazýváme kulturu a způsob života obyvatel starověké Itálie, kteří se sami označovali jako Rasenna (𐌀𐌍𐌍𐌄𐌔𐌀𐌓), resp. Rasena, případně Raśna (𐌓𐌀𐌔𐌍𐌀). Římané je nazývali Etrusci nebo Tusci a starověcí Řekové o nich referují jako o Tyrrhenoi, nebo Tyrrsenoi (Τυρσηνοί, Τυρρηνοί). Počátek této civilizace, vymezené vlastním jazykem, není přesně znám a zařazuje se do prehistorického období před založením Říma. V této podobě přetrvává až do doby jejího splynutí s italickým obyvatelstvem římské říše, kde i přes její následný vojenský rozmach přetrvaly četné prvky etruské kultury, charakterizované zejména vysokou úrovní etruského umění.
Největšího rozmachu dosáhli Etruskové v době okolo založení Říma a v období římských králů, kdy se celá etruská civilizace rozvíjela ve třech konfederacích. Na severu Itálie v oblasti Pádské nížiny (v přiložené mapě územního rozsahu etruské civilizace Po river = řeka Pád), ve střední Itálii v oblasti Latia (zahrnující i město Řím) a na jihu potom v oblasti Kampánie. Existuje celá řada důkazů o tom, že raný Řím byl ovlivněn Etrusky, včetně skutečnosti, že dva z posledních tři římských králů byli etruského původu. Vliv Etrusků byl však zlomen až po dobytí města Véje (Veii) roku 396 př. n. l. a po dobytí fakticky posledního etruského města Volsinie roku 265 př. n. l.
Jednoznačně etruská kultura se vyvíjela na území Itálie přibližně od roku 800 př. n. l. a navazovala na villanovskou kulturu doby železné. Během postupného rozšiřování etruského vlivu byla konfrontována zejména s helénskou civilizací prostřednictvím řeckých obchodníků a kolonizační expanze řeckých městských států. Protože dodnes existuje řada hypotéz o etnickém původu etruského obyvatelstva, označujeme nezávazným pojmem „proto-Etruskové“ skupinu obyvatel etruského regionu s villanovskou kulturou. Pokud by Etruskové nebyli původními obyvateli na území s villanovskou kulturou, museli by v četném počtu připlout z jejich původních vlastních sídlišť, obsadit území Itálie za předpokladu svedení řady významných bitev, vytlačit původní obyvatelstvo a rozvinout svoji civilizaci na úroveň tří konfederací s 36 městy. To vše by muselo proběhnout za dobu jednoho sta let, aniž by se takto významná událost stala předmětem legend či po sobě zanechala jiné historické důkazy a především archeologické doklady, např. v podobě zničených sídel.

## Historie
V 8. století př. n. l. Etruskové začali zakládat první města a během 7. století př. n. l. ovládli celou severní Itálii, což nutně muselo vést ke střetu s řeckými osadami, proti kterým se Etruskové spojili s Kartágem. Společně pak roku 540 př. n. l., někdy bývá udáváno 535 př. n. l., Řeky porazili v bitvě u Alarie (někdy též Alalie); díky této bitvě ovládli Korsiku. V roce 524 př. n. l. byli Etruskové s Umbry poraženi v bitvě u Kymy, Řekové je po této bitvě pronásledovali a roku 506 př. n. l. je znovu porazili u Aricie. Při dalším pokusu ovládnout tuto řeckou osadu byli poraženi v námořní bitvě u Kymy, kde přišli o velkou část svého loďstva. Z této porážky se již Etruskové nevzpamatovali a jejich moc začala postupně upadat. V průběhu 4. století př. n. l. je Keltové postupně donutili opustit Pádskou nížinu.
Jejich moc postupně upadala, v roce 265 př. n. l. Římané dobyli Volsinii. Během spojenecké války (91 př. n. l. – 89 př. n. l.) bojovali na straně Říma, ale v následné občanské válce se postavili proti Sullovi a v roce 79 př. n. l. se stali veteránskou kolonií. Pak během sta let splynuli s Římany.
Nejstarší archeologické nálezy byly učiněny na pohřebištích pocházejících z 9. století př. n. l. Jedná se o urny uložené v mělkých hrobech, označovaných jako hroby pozzo. Tato skutečnost dokládá u proto-Etrusků zvyk pohřbívání žehem (viz Původ Etrusků – kultura popelnicových polí – archeologické předpoklady). Od 8. století př. n. l. se potom setkáváme s novým způsobem pohřbívání, kdy celé tělo je uloženo do prohlubně a zakryto deskou.
Okolo roku 750 př. n. l. Etruskové získávají námořní hegemonii v Tyrhénském moři, což napomáhá k rozvoji městských států, zejména na jihu Etrurie. Okolo roku 600 př. n. l. dosáhla etruská civilizace vrcholu své moci. Dohromady se spojeneckým Kartágem námořně ovládali celé západní Středomoří a na pevnině Etruskové expandovali jak do Pádské nížiny na severu, tak do Kampánie na jihu.
Na pobřeží a v jižní části Etrurie byla lokalizována nejdůležitější centra etruské kultury spojená s extenzivním těžením železné rudy na ostrově Elba, se zpracováním bronzu v Tarquinii a mědi, železa a olova ve městě Caere (Cerveti), které využívalo nalezišť v Tolfských horách. Mezi významná centra jižního vnitrozemí patřila města Vulci a Veje.
Na severu a ve vnitrozemí se nejvíce rozvinula města Cortona, Arezzo, Perugia, Chiusi a Volterra. Zde převládala těžba a zpracování kovů, výroba keramiky a zemědělských produktů. Z pohledu kultury probíhaly navzdory různým vojenským konfliktům bohaté obchodní a kulturní vztahy s řeckým světem.
Jednotný etruský stát nikdy neexistoval, městské státy se sdružovaly do spolků po 12 městech a tato sdružení měla spíše náboženský než politický charakter. K postupnému potlačování etruského vlivu v Římě došlo patrně v období po roce 510 př. n. l., tedy po vyhnání posledního krále etruského původu Lucia Tarquinia Superba. Od této doby upadá i význam a moc etruských městských států.
Porážka řeckým loďstvem v bitvě u Kýmy v roce 474 př. n. l. natrvalo oslabila etruský námořní vliv. Roku 396 př. n. l. byly Veje dobyty Římem. Krátce nato bylo etruské území poznamenáno pohybem galských vojsk, kdy byla napadena města Siena a Clusia. Až do roku 265 př. n. l. byla města v jižní Etrurii postupně dobývána Římem. Města na severu (Arezzo, Volterra, Perugia, Cortona) uzavřela s Římany dohody a dosáhla tak méně dramatického vývoje asimilace s římskou říší, která byla Etruskům formálně potvrzena roku 90 př. n. l. udělením neomezeného římského občanství.
Etruská kultura postupem času v rámci římské říše upadala jak v důsledku probíhající asimilace etruského obyvatelstva, tak také díky „propagaci“ římské státnosti a římských tradic, v souvislosti s nimiž byl etruský odkaz často záměrně zamlčován či zkreslován, aby v rámci budoucích generací vznikala představa silné a původní římské tradice. Některé, zejména etruské náboženské rituály byly postupně zapovídány, i když existují důkazy o tom, že například výklady budoucnosti z jater obětních zvířat, z letu ptáků či z blesků byly provozovány i v pozdějších dobách a často se k etruským „haruspikům“ o tyto prognózy obraceli i vysocí představitelé Říma před učiněním významných rozhodnutí. Římané jsou také známi svým vysokým stupněm „pověrčivosti“. Velký význam pro uchování některých etruských odkazů, zejména v oblasti umění, měl Gaius Cilnius Maecenas (70 př. n. l. – 8 př. n. l.), který pocházel ze starého šlechtického etruského rodu a byl politickým poradcem prvního římského císaře Octaviana Augusta. Byl známý svojí zálibou v umění, které štědře podporoval (odtud přenesený význam slova „mecenáš“).

### Časová osa významných událostí
- okolo 800 př. n. l. – počátky etruské kultury, zakládání měst v Etrurii
- okolo 750 př. n. l. – nárůst významu etruských námořních sil
- okolo 700 př. n. l. – mohylové hroby, bohatě vybavené nástěnnými malbami a četnými uměleckými předměty i předměty denní potřeby
- okolo 600 př. n. l. – bronzové umělecké předměty ve stylu orientalismu, produkce keramiky bucchero
- 550 př. n. l. – etrusko-kartaginská koalice proti Řecku
- 540 př. n. l. – vítězství nad řeckým loďstvem v námořní bitvě u korsického města Alalie
- 524 př. n. l. – porážka v námořní bitvě u Kýmé (Cumae)
- okolo 510 př. n. l. – svržení Lucia Tarquinia Superba, posledního etruského krále v Římě
- okolo 500 př. n. l. – rozvoj etruského města Capua (významného střediska v oblasti Kampánie)
- 428 př. n. l. – počátek sporů mezi Římem a Vejemi
- 474 př. n. l. – porážka etruského loďstva spojenými flotilami sicilských Syrakus a Kýmé, opět v bitvě u Kýmé
- 430 př. n. l. – porážka italickým kmenem Samnitů v Kampánii
- 406 př. n. l. – obležení Vejí římským vojskem
- 396 př. n. l. – dobytí Vejí Římem
- od 396 př. n. l. – počátek vpádů Keltů (Galů) do Pádské nížiny
- 384 př. n. l. – dobytí města Pyrgi Dionysiem I. Syrakuským
- 358 př. n. l. – uzavření spolku Tarquinií a Cerveteri proti Římu
- 310 př. n. l. – porážka Římem u Vadimonského jezera
- 300 př. n. l. – Pyrgi se stává římskou kolonií
- 280 př. n. l. – Řím dobývá Vulci
- 264 př. n. l. – Řím dobývá Volsinie
- 260 př. n. l. – obsazení Pádské nížiny Galy
- 205 př. n. l. – podpora Scipiona v tažení proti Hannibalovi
- 183 př. n. l. – založení římské kolonie v Saturnii
- 90 př. n. l. – udělení římského občanství
- 82 př. n. l. – Sullovy represe v Etrurii
- 79 př. n. l. – kapitulace Volterry
- od 40 př. n. l. – úplná romanizace Etrusků

## Jazyk
Jazyk Etrusků máme textově doložen přibližně od roku 700 do roku 50 př. n. l. Podle všeobecně uznávané teorie Etruskové nemluvili jazykem indoevropského původu. Za nejpravděpodobnější se považuje, že etruština je příbuzná pouze rodině tyrhenských jazyků, jež je sama o sobě izolovaná a nepříbuzná všem ostatním jazykovým rodinám, které jsou známy. V posledních letech se připouští, že do této rodiny patří také rétština a lemnoština. Někteří současní vědci na základě gramatických výzkumů a výzkumů slovní zásoby uvádějí, že tyrhénská jazyková rodina je s indoevropskou jazykovou rodinou volně příbuzná. Pro další závěry však chybí informace a především původní texty v dalších jazycích.
Jedním z problémů je, že ačkoliv se dochoval značný počet etruských nápisů (udává se číslo vyšší než 9 000), tak bohužel valná většina z nich je jen v etruštině a dvojjazyčné texty jsou většinou příliš krátké. Existuje jen málo textů, které by se vyskytovaly v etruštině a ještě dalším jazyce. Příkladem dvojjazyčného textu (tzv. bilingua) jsou tři zlaté destičky, které byly nalezeny v italském městě Pyrgi roku 1964. Destičky obsahují stejný text jazykem Féničanů i Etrusků. Konkrétně se jedná o dvojjazyčné věnování fénické bohyni Aštart od krále etruského města Caere (dnes Cerveteri), jménem Thefarie Velianas.
Etruština byla brzy úplně nahrazena latinou, a tak po ní zbylo pouze nevelké množství psaných památek, některá přejatá latinská slova a některé místní názvy, jako například Parma. Písmo Etruskové nejspíše převzali od Řeků.

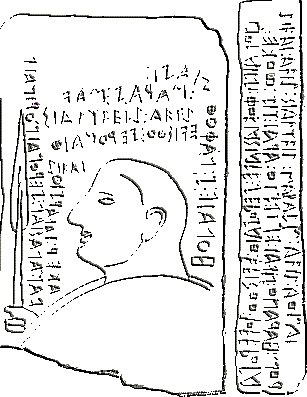
Tyto nápisy nalezené v hrobce na ostrově Lémnos jsou považovány za etruské.
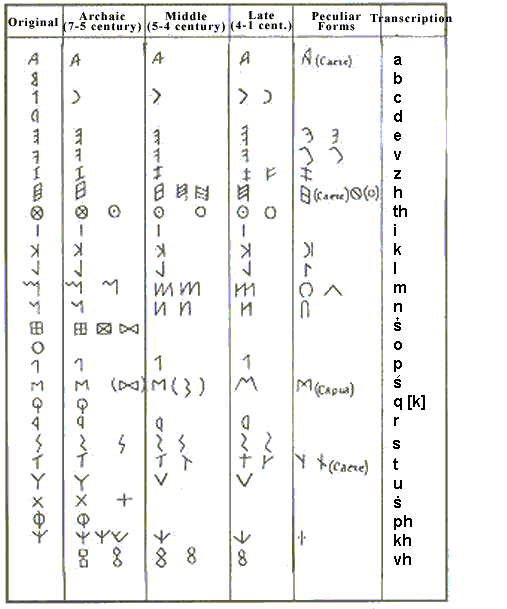
Etruská abeceda.

## Etruská společnost

### Organizace společnosti

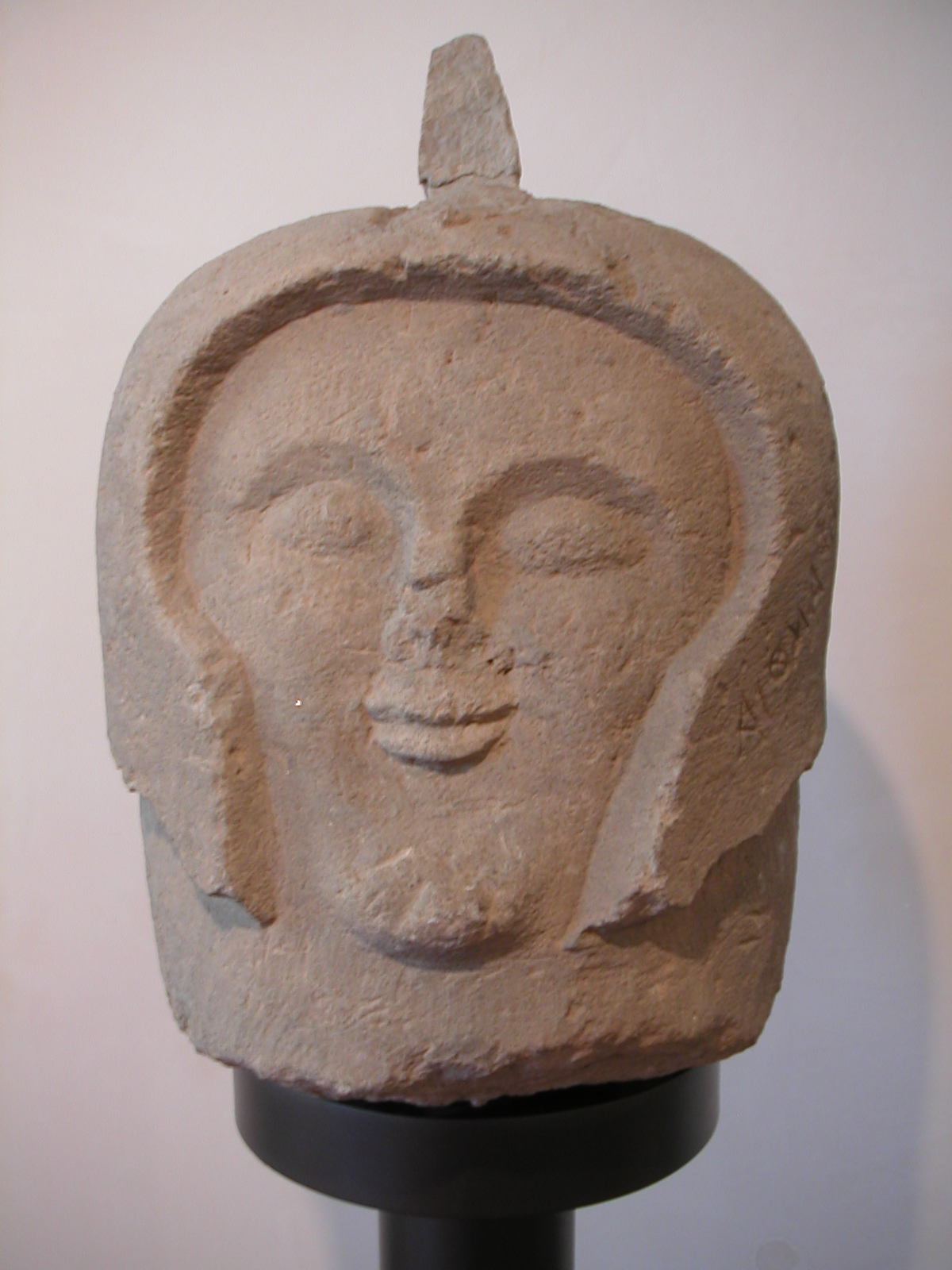
Hlava etruského bojovníka sloužící jako "cippus" (náhrobní kámen) v pohřebišti Crocifisso del Tufo u města Orvieto

Etruskové nevytvořili jednotný stát, ale řadu městských států, které se spojily do volného uskupení, konfederace, jejíž centrum tvořilo město Volsinie. Každému z těchto městských států původně vládl volený král, jeho moc ale postupně přecházela na vojenskou a kněžskou šlechtu. Většina obyvatel byli poddaní krále nebo šlechty, pravděpodobně existovali i svobodní rolníci a otroci (váleční zajatci, bylo jich poměrně málo).
Symbolem vlády byly svazky prutů se sekerkami – fasces (před králem je nosili zvláštní sluhové), tóga s purpurovým lemováním, žezlo a slavnostní křeslo. Základem jejich hospodářství bylo zemědělství, odvodňovali bažiny. Znali také těžbu železa, cínu a mědi. Těžba byla pravděpodobně jedinou oblastí, kde využívali otroky. Etruskové byli výbornými námořníky, o čemž svědčí i fakt, že v této oblasti dost dlouho konkurovali Řekům.
Postavení žen bylo zcela rovnoprávné, a to jak v rodině, tak ve společnosti. Etruské děti dostávaly jméno nejen po otci, ale i po matce. Tuto volnost žen často kritizovali řečtí spisovatelé. Základem konfederace byly městské státy, města měla dlouhé a rovné ulice, byla rozdělena do čtvrtí a obehnána hradbami.

### Příbuzenské vztahy
Etruská pohřebiště vypovídají mnoho o této společnosti. Byli monogamní, kladli důraz na párový život. Etruské slovo pro sezdaný pár bylo tusurthir. Desky celé řady sarkofágů jsou vyzdobeny sousoším usměvavých, spolu odpočívajících či objímajících se párů v nejlepších letech (i tehdy, když ostatky patří osobě pokročilého věku). Vazba mezi manžely byla zřejmě velice silná a sociálně preferovaná.
Jména osob se všeobecně skládají ze dvou částí, jsou tzv. binomální: Vethur Hathisna, Avile Repesuna, Fasti Aneina. Druhé jméno je typicky patronymické (tj. odvozené od jména otce, či jiného mužského předka), ale často je příponou -na (používaná pro přídavná jména) změněno na rodové (označuje genový původ či rodinu, do které osoba patří). Větší rodové kmeny či klany se zřejmě vyvinuly ve společenstvech vlastnících rozsáhlé pozemky. Zcela obvyklá jsou zasvěcování bohu hranic Sylvánovi. Etruskové na vrcholu své kultury používali pro vyjádření rodového kmene slovo lautun, zkracované na lautn.
Příbuzenství je definováno ve vztahu k vnímání ega („já“). Pojem „já“ tedy může vyjadřovat vše, co „já“ jsem vůči druhým či oni vůči mně. Žena se proto mohla uvádět jako dcera svého otce, sec či sech, a jako manželka svého muže, puia. Oproti tomu se muž nikdy neoznačoval za manžela určité ženy. Etruská společnost byla tudíž patrilineální (systém, ve kterém jedinec patří do linie po svém otci; zpravidla to zahrnuje i dědictví majetků, jmen či titulů po mužské linii) a zřejmě i patriarchální (řec. patria = otec a arché = vládnout; jako antropologický termín definuje patriarchie sociální podmínky ve společnosti, kde jedinci mužského pohlaví dominují ve výkonných a všeobecně významných pozicích).
Příbuzenství mezi Etrusky probíhalo vertikálně neboli generačně, přičemž sledovali až 6 předchozích generací. Kromě mi („já“) jednotlivci rozlišovali clan („syn“) a sec („dcera“), nefts („vnuk“) a prumaths („pravnuk“). Každý měl svého apa a svoji ati („otce a matku“) a starší příbuzné.
Zdá se, že existovaly kategorie příbuzných po mužských a ženských předcích: apa nachna a ati nachna byli dědovi a babiččini příbuzní. Zajímavé je, že chybí označení pro tetu, strýce, sestřenici a bratrance. Nejspíše bylo apa generační označení, které zahrnovalo otce, eventuálně všechny jeho mužské příbuzné. Podobně ati by pak zahrnovalo všechny ženské příbuzné z matčiny generace. Existuje pojmenování ruva označující „bratra“, ale jméno pro „sestru“ chybí. Je možné, i když těžko prokazatelné, že slovo ruva mělo širší význam a zahrnovalo „jakéhokoli příbuzného muže ve vlastní generaci popisované osobnosti („já“)“.
Taková horizontální příbuznost se nepřímo aplikuje rovněž ve vztahu k osobnosti („já“). Telals jsou „vnuci či vnučky“ od babičky a papals od děda. Je obtížné určit, zda nefts znamená „vnuk“, nebo „synovec“, ačkoliv zde by mohly hrát úlohu mezikulturní vlivy, čili latinské označení nepos, které je odvozeno od příbuzenství omažského typu, ve kterém je stejné slovo používáno pro vnuka i synovce. Tento způsob ovšem typicky nepoužívá terminologii pro „příbuzné určité generace“, jak se předpokládá u Etrusků.
Etruskové rovněž kladli důraz na rozlišení statusu uvnitř rodiny. Existovala „nevlastní dcera“ a „nevlastní syn“, sech fanthana a clan thuncultha (toto označení může ale ve skutečnosti znamenat také „prvorozený syn“; tento názor se opírá o fakt, že thun- znamená „jedna“). Dále známe pojmenování pro nevlastní matku, je ativu (doslova „malá matka“), a adoptovaný syn je označován clanti, tchyně netei. Ostatní pojmenování nebyla už tak významného či demokratického charakteru. Systém byl podobný římskému. Etera byli otroci, přesněji řečeno cizí otroci. Pokud jim byla udělena svoboda, byli označováni lautni (muži) či lautnitha (ženy) a měli tradičně velice blízké vztahy s rodinou, která jim zajišťovala živobytí odměnou za prováděné služby a projevovaný respekt.
Z několika formálních rodových klasifikací lze soudit, že etruský systém by byl zřejmě nejpodobnější havajskému, který rozlišuje pohlaví a generace, ale v rámci těchto tříd již jednotlivé obyvatele, kteří do nich spadají, dále nevymezuje. Chybějící označení pro „sestru“ do této představy sice nezapadá, ale na slovníku etruských pojmů se neustále pracuje. Je možné, že posléze – s probíhajícími archeologickými a jinými vědeckými pracemi na toto téma – se časem objeví.

### Vládní zřízení
Etruská společnost dosáhla úrovně státního systému s prvky rodového a kmenového zřízení. V tomto ohledu byli vyvinutější než okolní italické kmeny, které stále žily v rodovém a kmenovém společenství. Řím byl v podstatě prvním italickým státem, nicméně Etruskové měli určitě nějaký vliv na jeho fungování v rané, tedy královské, době. Jejich vliv se projevuje v kultu, institucích a materiální kultuře.
Etruské vládní zřízení byla v podstatě teokracie. Vláda byla vnímána jako centrální autorita stojící nad kmenovými a rodovými organizacemi. Držela si moc vykonávání „života a smrti“, což dokládá existence gorgonu (starověkého symbolu této moci) na četných etruských dekoracích. Lid byl k této vládě vázán prostřednictvím vyznávaného náboženství.
Politickou jednotkou etruského zřízení byl městský stát, zřejmě označovaný jako methlum. Etruské texty také zmiňují značný počet magistrátů, aniž by však blíže popisovaly jejich funkce. Jako příklad lze uvést parnich, purth, tamera, macstrev atd. Lid byl označován mech, jméno pro vládce jednotlivých methlum bylo zřejmě zilach.
Všechny etruské městské státy byly sloučeny do konfederací či lig. Podle dosud zjištěných zdrojů existovaly takové jednotky tři. Každá liga, zřejmě z náboženských důvodů, musela obsahovat 12 městských států. Slovo pro označení ligy bylo také mech. Každoročně se zástupci států setkávali na fanu, čili posvátném místě (latinsky fanum), k diskusi o vojenských a politických záležitostech a ke zvolení vládce označovaného jako lucimo. Jeho vládní období trvalo jeden rok. Konfederace se setkávaly na Fanum Voltumnae (svatyně bohyně Voltumny, jejíž kult města spojoval), která zřejmě ležela poblíž města Volsinie. Jejich společenství se latinsky nazývalo duodecim populi Etruriae.
Vztah mezi Římem a Etrusky neměl charakter dobývání cizího území. Etruskové mohli snad Řím i považovat za jeden ze svých městských států, původně zřejmě součást laténsko-kampanské ligy.[zdroj?] Po revoluci roku 510 př. n. l., spojované mj. se zneuctěním Lukrécie, se v Římě svržený poslední král etruského původu Lucius Tarquinius Superbus obrátil na pomoc s potlačením vznikající římské republiky k etruskému králi města Clusium, Larsu Porsenovi, který byl v tomto roce lucimem a, pokud tomu tak skutečně bylo, zřejmě měl dokonce povinnost mu žádanou pomoc poskytnout. Je dokonce možné, že někteří předchozí římští králové zároveň zastávali i úřad lucima. Okolnosti přelomu království a republiky jsou stále dosti zahaleny tajemstvím.
Římané postupně dobývali jednotlivé etruské městské státy v období od 510 př. n. l. do 265 př. n. l. Etruskové nebyli schopni se sjednotit, aby odolali římskému nátlaku. Důvodem pro tento vývoj mohlo být teokratické zřízení, které nedokázalo reagovat na stoupající moc Říma, či postupný vnitřní rozpad etruského společenství. Nejednalo se o jednorázové vojenské tažení, etruská a římská populace byla v mnoha ohledech provázána. Např. po dobytí a vypálení Říma Gály (390/387? př. n. l.) byla zvažována možnost přesunout město do teprve „nedávno“ dobytých (396 př. n. l.) etruských Véjí, o čemž by se zřejmě nediskutovalo, pokud by Véje byly považovány za zcela cizí.[zdroj?] Řím také preferoval sjednávání dohod s jednotlivými etruskými městskými státy před Etrurií jako celkem. Vzhledem k permanentní hegemonii Říma a narůstající asimilaci etruského obyvatelstva se úloha etruských lig a vládního zřízení postupně vytrácí. Tento vývoj lze považovat za přirozený, vezmeme-li v úvahu, že římská civilizace byla do značné míry také etruská.

### Náboženství
Etruské náboženství bylo polyteistické a později ovlivnilo některé prvky náboženství římského. Předpokládá se, že toto náboženství vzniklo až na území Itálie, jisté je, že mytologie s ním spojená nese některé maloasijské prvky a je na ní patrné vzájemné ovlivnění s řeckou mytologií.

## Etruská řemesla
Co se týká etruských řemesel, stále o nich mnoho nevíme. O postavení řemeslníků ve společnosti nevíme prakticky nic. Lze však dozajista tvrdit, že ve městech existovaly menší řemeslnické dílny, ve kterých pracovali samotní majitelé, využívající v malé míře i otrockou práci. O větší míře řemeslnické výroby nejsou žádné důkazy. Etruskové byli mistry ve zpracování kovů a projevovali výjimečnou vynalézavost při jeho zpracování.
Etruskové však nebyli jen excelentními metalurgy. Byli také zdatnými hrnčíři – jejich hliněné nádoby zdobené černými figurami, nalezené v hrobkách, se mohly srovnávat s mistrovstvím řeckých hrnčířů. Dlouho se také věřilo, že etruskou keramiku vyráběli Řekové, kteří do etruských měst emigrovali. Pro tuto teorii byly dostatečné důvody, neboť se etruská keramika velice podobala té řecké.
Další skupinou řemeslníků byli kameníci, jejichž výrobky měly řadu podob. Od stavby monumentálních staveb, jako je městská brána Volterry nebo rozsáhlé hrobky, až k drobným kamenickým výtvorům, jako je kentaur a lev z města Vulci. Mistrovskými díly byli také sochy z terakoty, které zdobily chrám ve Vejích. Podle studia jednotlivých soch je možné rozlišit i jednotlivé sochařské školy. Výtvory byly často podepsány jejich stvořiteli. Už jen fakt, že sochaři a kameníci byli gramotní, je náznakem jejich vysokého společenského statusu. Kámen byl základním stavebním prvkem všech etruských staveb, hlavně se objevuje v základech budov.
Domy však nebyly stavěny z kamene. Jejich základním materiálem bylo dřevo. Domy měly taškové střechy, stěny domů byly zpevněny rákosem a hlínou. Podle maleb uvnitř hrobek v Cerveteri lze soudit o výrobě dřevěného nábytku, tedy postelí a skříní. Velké množství dřeva se spotřebovalo také na vytápění domů a na chod řemeslnických dílen. Ukázky topení – otevřené krby, přenosná kamínka, kovová ohřívadla – svědčí i o používání dřevěného uhlí. Lze tedy mluvit o jisté úrovni uhlířství a o výrobě dřevěného uhlí, které je zároveň nezbytné pro hutnický průmysl.
Za vrcholnou formu etruského umění a řemesel je považováno šperkařství. Stupeň řemeslné zručnosti etruských šperků je naprosto dech beroucí. V technice etruských zlatníků šlo o kombinování tepání tenkých plátků, splétání velmi jemných drátků (filigrán) a spájení drobných kuliček (granulace) při vytváření velmi jemných ozdob. Kuličky používané při granulaci mají někdy poloměr 0,01 mm a jejich pravidelné osazení lze často docenit jen pozorováním přes mikroskop. Zlatá fibula z Chiusi ze 7. stol př. Kr. je zdobena granulací a dlouhým granulovaným nápisem. Zlatá spona z hrobky Bernardini v Palestině ze 7. stol. př. Kr. má povrch pokryt malými lvy a bájnými stvořeními, kteří jsou zdobeni jemnými granulovanými nitkami.
Etruští šperkaři nalézali nejspíše svoji inspiraci v obdobných cizích výtvorech, pocházejících hlavně z východu. I když etruské výrobky nezůstávaly v jejich stínu, v bohatých hrobech se i přesto nacházejí cenné předměty z dovozu. To vypovídá o přepychovém a luxusním způsobu života etruské aristokracie.
Také malířství je velmi známou oblastí etruského umění. Všechna jejich malířská díla pocházejí z hrobů a je možné předpokládat, že pohřební malířství bylo nejdůležitější částí malířství té doby. Za nejstarší malby jsou považovány malby z vejských hrobů, které mají čistě dekorativní účel. Dalším známým dekorativním dílem jsou hliněné desky z Caere. Barvy zde jsou používány ve velmi malém množství, postavy byly obtaženy černou čárou. Prvními tématy byla zvířata a bájná stvoření, později přibyla i pohřební témata.
Později začali malíři využívat i plochu a vytvářeli pozadí. Hlavním působištěm tohoto stylu malování bylo město Tarquinia. Zde vznikla dvě základní témata, téma přírody a téma pohřební hostiny. Barvy začaly být jasnější, pohyb je vyvážený a lépe znázorněný.
V kovárnách vznikaly bronzové nádoby a nářadí všeho druhu, litá zrcadla, ryté nádržky a schránky. Bronzový plech se používal na dekoraci nábytku a vozů. Nalezené artefakty v sesutých hrobkách u Populonie (předměty denní potřeby, spirály a přívěsky) dokazují, že Populonia musela být tehdy střediskem kovovýroby. Její dílny vyráběly v ohromném měřítku bronzové výrobky, hlavně obdivuhodné pláty pro ozdoby a oblékání. U Vetulonie se našla v kamenné hrobce malá bronzová loďka, má na palubě bronzová zvířata a další postavičky z bronzu. Archeologové určili její dataci do 7. stol. př. Kr.

### Hutnictví a těžba
Za základ etruského bohatství se považuje metalurgie. Nepochybným zdrojem nerostných kovových surovin (měď, železo) byl ostrov Elba. Další oblastí jejich výskytu a těžby bylo v centrální Etrurii pohoří Tolfa (měď, cín, železo, olovo a zinek). Některé typy měděných rud bylo možno získat povrchovou těžbou, vykopáním povrchových příkopů, jiné se musely těžit hloubkově v dolech, ve kterých pracovali otroci.
U pohoří Tolfa narazili výzkumníci na jedny z nejstarších stop aktivní těžby nerostných surovin. Etruskové k ní využívali tyrhénskou metodu těžby. Dolování bylo v té době dosti primitivní, což vyplývá z nalezených nástrojů. Když horníci narazili na kus skály, kterou nešlo rozbít pomocí nástrojů, založili oheň a rozpálenou horninu polili studenou vodou. Skála pukla a mohlo se pokračovat v těžbě.
Takto získaná měděná ruda byla rozdrcena na drobné kousky, smísena s dřevěným uhlím a tavena v otevřené peci při teplotě nad 1000 °C. Při tomto procesu bylo nutné použít dmychadlo. Vznikly kusy poměrně čisté mědi, které se opět pomalu zahřívaly, aby se zbavily nečistot, teprve potom byla měď připravena pro řemeslníky. Stejným způsobem se za přidání cínu vyráběl bronz.
První tavicí procesy probíhaly hned po vytěžení v okolí těžby nebo dolu. Železo se většinou tavilo přímo na místě, ale jen v malém množství. Ryzost železné rudy z ostrova Elba umožňovala její přímou přepravu do tavicích středisek. Takovým místem bylo i město Populonia. Důkazem je objevení ohromného množství strusky v jeho okolí. Ona struska obsahovala ještě čtyřicet procent železa. V roce 1914 byla zahájeno její odtěžení a získané železo bylo využito pro vojenské účely.
V 7. století př. K. bylo železo ještě velmi luxusní surovinou. Později došlo k jeho rozšíření do té míry, že ve výrobě nástrojů a zbraní nahradilo bronz. Používání bronzu sice pokračovalo, ovšem již pouze v omezené míře. V centrálním Středomoří se metalurgickým činnostem nejvíce věnovali právě Etruskové. Kováři vyráběli nástroje a zbraně velmi vysoké kvality. Jejich techniky byly mnohem inovativnější než techniky na Sardinii a v Hispánii. Zatímco zpracování kovů ve villanovském období bylo výrazně homogenní, asi od roku 750 př. Kr. je možné sledovat jeho vyšší rozčleňování do regionů a nárůst soutěživosti mezi centry. Zpracování kovů se soustřeďovalo především na pobřeží. Nejdříve se vyskytovalo ve městech Tarquinia a Vetulonia, později ve městě Caere a ještě později ve městě Vulci. Je možno rozlišit i jednotlivé řemeslnické školy produkující luxusní výrobky na trh. Kupříkladu Perugia produkovala honosné trojnožky a železné předměty, škola ve Vulci zase svícny, trojnožky a zbraně.
Nalezených tavicích pecí je celá řada. Některé z nich se dochovaly v tak dobrém stavu, že bylo možné podrobné a přesné studium jejich konstrukce. Z popisu profesora Jacquese Heurgona vyplývá, že pec má formu kónického pahýlu s poloměrem asi 90 cm. Vnitřek pece byl obložen žáruvzdornými cihlami a rozdělen vodorovnou přepážkou z děrovaných cihel na dvě komory. Tato oddělovací přepážka byla podpírána sloupkem z porfyru[1]. Dole se nacházela dvířka, která zajišťovala tah pece. Tato dvířka také sloužila k regulaci tavicího procesu. Horní komora se sytila měděnou nebo železnou rudou a dřevěným uhlím. Oheň se zapaloval v dolní komoře.
Umístění vysokých tavných pecí bylo vyřešeno velmi chytře. Stavěly se v blízkosti šachet a dolů na svazích kopců, kde proudění vzduchu působilo jako dmychadlo, a nebylo tedy nutné používat dmychadla manuální. O dodávání ohromného množství dřevěného uhlí, nepostradatelného pro proces tavby, se staralo lesnictví. Zkoumání zuhelnatělých kusů dřeva ukázalo na opakující se systém dvacetiletých prstenců. Lesy byly tedy káceny zcela plánovitě, oblast za oblastí, v přesně daných dvacetiletých obdobích.
Pozornost Etrusků se soustřeďovala na hospodářství, výrobu a obchod. Nedychtili po válce, dobývání a podrobování jiných národů. To je jejich charakteristický rys ve srovnání s Římany. I když měli stejné možnosti jako Římané, aspoň co se týče hospodářského hlediska, netoužili násilně šířit svou kulturu. Pokud přijmeme názor, že Etruskové do Itálie přišli, jejich integrace s původním obyvatelstvem proběhla mírumilovně a původní obyvatelé ještě převzali etruské zvyky, mravy a tradice.

#### Ložiska
Centrální Etrurie byla bohatá na nerostné suroviny, ne však na drahé kovy. Největším nerostným bohatstvím v Etrurii byla železná a měděná ruda. Nejvýznamnějším nalezištěm mědi a železa je ostrov Elba a dále pak pohoří Tolfa, kde se nacházela obrovská ložiska jak mědi a železa, tak i cínu, olova a zinku. Mnoho údajných etruských dolů není datováno a pravděpodobně je ani datovat nepůjde. Jedna skupina dolů se nachází pod středověkou vesnicí Rocca San Silvestro. Bohužel bylo prokázáno, že zdejší doly pocházejí až ze středověku, tedy ze stejného období jako vesnice samotná. Přibližně 300 prohlubní okolo Serrabottini má ale nepochybně původ etruský a chodby 40 metrů hluboké a 100 metrů dlouhé v Cornacchinu na Monte Amiata jsou nejspíše také doly etruského původu. Není ani zaručeno, jestli byla Etrusky těžena nejbohatší ložiska cínu u Campiglia Marittima. Zůstává otázkou, zda existovaly specializované komunity, které byly zaměřeny na těžbu jako na zaměstnání, nebo se živily i zemědělstvím jako populace Rocca San Silvestro ve středověku. To byl právě případ pohoří Tolfa, kde v dolech pracovali otroci a obyvatelé osad obdělávali půdu.
Potřeba kovů v Etrurii byla tak velká, že jí nepostačovaly vlastní zdroje v Itálii. V některých případech bylo nutné suroviny dovážet. Kromě zlata a stříbra bylo zapotřebí dovážet cín, nepostradatelný k výrobě bronzu. Hlavním vývozcem cínu ve starověku byly Britské ostrovy, odkud se dostával do Etrurie po souši přes Galii. Také starověká Foinikie měla velká ložiska tohoto žádaného kovu. Etruskové si navíc nechali dovážet i slonovinu a jantar, jak dokazuje mistrovství jejich řemeslníků. Magický jantar využívali ve šperkařství a získávali jej nejen z ostrova Sicílie, ale také až z Baltské oblasti na severu, odkud se převážel přes území Moravy po Jantarové stezce. Tedy z velké dálky, vezmeme-li v potaz tehdejší možnosti dopravy.
Původ železa, dnes nejběžnějšího kovu, je třeba hledat hluboko v historii a není objasněn do dnešních dní. V počátcích byl používán jako šperk, nikoli k výrobě zbraní a nástrojů. Železo bylo tehdy tak vzácným kovem, že si o něm velcí vládci vedli korespondenci. Chetitský král Chattušiliš III. si o železe dopisoval s asyrským králem. Psali si o zásobách železa ve svých pokladnicích. Železo bylo tehdy luxusní surovinou, která byla přístupná jen bohatým. Bylo dokonce ceněno více než zlato. Až na přelomu tisíciletí se podařilo zvýšit teplotu v tavných pecích o 500 °C, na 1500 °C, aby bylo možné železnou rudu tavit.

### Drahé kovy a šperkařství
Etruské šperkařství je považováno za vrchol etruského umění. Jemná technika, smysl pro detail a estetický vzhled a vtipný výběr motivů jsou typickými znaky jejich děl. Neobyčejnou jemností a citem se u Etrusků vyznačovaly výrobky z tenkého drátku, tzv. filigránská práce, i granulované šperky vyvolávající úžas nad rozmanitou a neobvyklou tematikou, ale i svým zpracováním. Granulace, při níž byla drobná zlatá zrníčka připájena na měděný podklad, byla v etruském šperkařství oblíbeným postupem. Tato zrnka byla velmi malých, skoro mikroskopických rozměrů. Měřila v průměru asi 0,14 mm. Je jasné, že jich bylo zapotřebí ohromné množství. Počet kuliček na náročnějších dílech dosahoval až několika tisíců.
Umění granulace bylo v dobách starověku velmi vyspělé, bohužel tato technika byla kolem roku 1000 n. l. zapomenuta. Až v 19. století se přistoupilo k prvním pokusům zjistit, jak vůbec granulované šperky vznikaly. Tajemství granulace se podařilo rozluštit až v roce 1933. Do té doby neuměl nikdo vysvětlit, jak etruští zlatníci pájeli zlaté kuličky k měděnému podkladu, aniž by se jim roztavily. Tento postup se ukázal být velmi náročný a složitý. Nejdříve byly zlaté kuličky zvláštní metodou nalepeny na papyrus a ten byl připevněn na měděný podklad. Potom se vše postupně zahřívalo, až se při 890 °C zlaté kuličky natavily na měď. Pokud se zahřívá měď v kontaktu se zlatem, je jejich bod tavení nižší, než pokud by byly oba kovy zahřívány zvlášť. To byla podstata této techniky pájení. Ani dnes ovšem není granulace objasněna do všech detailů. Například není jasné, jak se ve starověku tyto zlaté kuličky vůbec vyráběly.
Ryté kameny zdobící prsteny byly známy Etruskům už v relativně dávných dobách. Nejdříve šlo o importy z cizích zemí, hlavně z Řecka. Brzy byly tyto výrobky produkovány v samotné Etrurii a jejich četné nálezy dokládají, že byly velmi oblíbené.
Výjimečné byly výrobky ze zlata vyrobené ve Vetulonii. Šperky vzešlé z tamějších dílen vynikaly dokonalým provedením a patřily k nejlepším a nejcennějším výtvorům etruského šperkařství. Vzbuzovaly obdiv i v jiných městech, například v Klusiu a Felsině. Obchod Velusie s ostatními městy však nedosahoval takové intenzity, aby se jejich šperky mohly rozšířit po celé Itálii.
V roce 1836 narazili dva Italové při svém „vědeckém“ průzkumu etruských hrobek na jeden z největších nálezů šperků na etruském území. Hrobka kněžky nebo ženy s vysokým společenským postavením z etruského města Caere byla plná zlatých a stříbrných šperků a dalších předmětů. Tělo ženy leželo na katafalku a bylo zdobeno šperky. Velice zajímavá byla spona, náramky a prsteny. Nálezy jsou bezpečně uloženy ve Vatikánském muzeu. V další hrobce v Marsilianě našli archeologové sponu ozdobenou kachničkami, meandry a lvíčky.

### Mincovnictví
Rozvoj obchodu a mnohostranné směňování výrobků si v Etrurii vynutily používání peněz. Vlastní etruské mince se však začaly používat až koncem 6. a začátkem 5. století př. Kr., kdy nastal ve jejich společenství zvrat.
Mince znali Etruskové již předtím. Tyto mince pocházely z Fókaie a z dalších maloasijských řeckých měst. Zároveň s nimi se používaly jako platidlo kusy nezpracovaného kovu, mědi, jejichž hodnota se musela při každém placení zjišťovat vážením. Tento způsob byl velmi nepraktický, nepohodlný a zdlouhavý. Obtíže při převažování a dělení kusů neopracovaného kovu mělo nejspíše odstranit používání hladkých zlatých a stříbrných toušů, které při menším rozměru a váze vyjadřovaly větší hodnotu. Ty se vyskytují ještě před raženými mincemi. Zároveň se předpokládá, že dalšími předchůdci mincí byly zlaté ingotky s vyznačenou váhou ryzosti a označené značkou výrobce nebo ručitele či panovníka za obsah. Dále se používaly kožené pytlíky s přesně naváženým množstvím zlatého prachu, které byly zapečetěny tím, kdo je plnil a vážil, tedy předchůdci dnešních bankéřů.
Je velmi těžko pochopitelné, že Etruskové, kteří byli tak dokonalými mistry ve zpracování kovů, měli mince relativně jednoduché a nepříliš esteticky dokonalé. Mince si každé jednotlivé město razilo samo, ale v nijak velkém množství, jak by se čekalo u národa, pro který byla řemesla a obchod základem jejich ekonomie a hospodářství. Podle toho lze soudit, že se v Etrurii velmi dlouho udržoval směnný obchod, tedy obchod, kdy se zboží jednoho druhu měnilo za zboží jiné.
Etruské mince se razily hlavně z bronzu, resp. z mědi a také z drahých kovů, tedy ze zlata a stříbra. Bronzová a měděná platidla měla tvar čtverhranných kusů, na nichž byla značka či symbol. Z Klusia pocházejí mince, na kterých je vyobrazen býk. Bronzové mince byly označeny jménem města, které je vyrazilo. Zvláště známé jsou mince z Populonie, Klusia a Volater. Bronzových mincí je známa spousta typů v různorodých hodnotách.
První zlaté mince ražené v Etrurii byly ve svých počátcích pod vlivem mincí řeckých. Ty se dostávaly do Etrurie spolu s řeckými řemeslníky a přistěhovalci. Byly rovněž ovlivňovány mincemi z Malé Asie, později na ně působilo kampánské mincovnictví.
Asi od poloviny 5. století př. Kr. začali Etruskové razit mince stříbrné. Kuriozitou jsou mince, na kterých je vyobrazena hlava bájné nestvůry Gorgóny. Je dost dobře možné, že tyto mince pocházejí z Populonie.

## Etruské dědictví Římu
Stoupenci teorie, podle které byl Řím založen italickým obyvatelstvem a poté obsazen Etrusky, tradičně mluví o etruském „vlivu“ na římskou kulturu ve smyslu kulturních prvků ze sousední Etrurie adoptovaných v Římě. Existují také názory, že Řím byl původně založen Etrusky a teprve později v něm docházelo k vzestupu italického obyvatelstva. V takovém případě se nemluví o kulturních vlivech, ale o etruském dědictví Říma. Případně je také velmi pravděpodobná možnost, že Řím byl založen italickým obyvatelstvem, které však uvítalo cizí přistěhovalce, kam se samozřejmě počítali i Etruskové.
Základní kritérium pro určení, zda jistý kulturní prvek vznikl v Římě a byl převzat Etrusky, či obráceně, je jeho datování. Většina, pokud ne všechna, etruská města byla starší než Řím. Pokud se prokáže, že zkoumaný prvek existoval v jednom z nich, nemohl pocházet z Říma. Druhým kritériem jsou vyjádření ve starověkých zdrojích. Ty nám jednoznačně sdělují, že některé instituce a zvyky pochází od Etrusků a byly od nich převzaty.

### Kdo založil Řím?
Díky tomu, že velká část Říma (kromě pahorku Kapitol) mohla být zničena v tažení keltského vojevůdce Brenna „prvního“ krátce po bitvě u řeky Allie (390/387? př. n. l.), jehož vítězství otevřelo Keltům (Galům) cestu do města, byla také ztracena většina písemné evidence z období rané historie města. Římanům se podařilo z úplné porážky vykoupit a později průběh galského tažení zvrátit, protože neshody o váze výkupného poskytly čas v exilu žijícímu diktátorovi Marku Furiu Camillovi, aby se navrátil s posilou a galská vojska z města vytlačil (podle Tita Livia, římského historika žijícího na přelomu letopočtu). Archeologie tento fakt dokládá nálezy stop rozsáhlého ničivého požáru, který datově odpovídá bitvě s Galy.
Pozdější historické dokumenty uvádějí, že etruská část obyvatelstva Říma žila v Tuscus vicus (etruské čtvrti), kde existovala linie etruských králů jako protiklad k neetruské královské linii. Tento pohled zřejmě vznikl na základě pozdějšího vývoje, kdy etruská města upadala či byla dobyta Římem a jejich populace byla absorbována římským státem. Pokud bychom jmenovali všechny instituce a osobnosti, které jsou považovány za etruské, a srovnali dané kulturní prvky s těmi, kde je etruský původ doložen, vyvstane nám bezpochyby obraz původního Říma, který byl značně ovlivněn etruskými prvky.
Řím byl založen na etruském území. I přesto, že podle doložených historických údajů byla Kampánie a Latium součástí etruského území, badatelé dlouho zastávali názor, že Řím ležel na hranici etruského teritoria.[zdroj?] O etruských městech identifikovaných na území jižně od této hranice se potom domnívali, že vznikla až v době po založení Říma, tedy v souvislosti s etruskou expanzí na jih. V dnešní době už je však doloženo, že i tyto osady byly založeny ještě před existencí Říma. Na etruské půdě přistáli i Řekové okolo roku 1000 př. n. l.
Etruská města byla vždy zakládána na vyvýšeném terénu, pokud možno na co nejstrmějších kopcích, a byla obehnána silnými hradbami. Když Romulus a Remus podle legendy zakládali Řím, učinili tak na „palatinském pahorku“, podle etruských rituálů. To znamená, že jako první provedli pomerium (posvátnou brázdu, vyoranou okolo celého městského obvodu), pak teprve pokračovali s výstavbou hradeb. Romulus prý zabil svého bratra poté, co Remus přeskočil zeď a zlomil tak magický význam zakládacího aktu. Na druhou stranu finální pověst o založení Říma je až o dost pozdější, je tedy otázkou, jakou váhu jí v tomto směru přikládat.
Název „Řím“ je dokonce podle některých názorů etruského původu a objevuje se ve tvaru „místa odkud“: Velzna-χ, „z města Velsinie“; Sveama-χ, „z města Sveama“, Ruma-χ, „z města Ruma“. O významu těchto obratů se však spekuluje. Víme ovšem, že pokud název „Tiberius“ pochází z etruského pojmenování řeky Tiber θefarie, potom „Ruma“ je místo položené na řece „Tiber“.

### Populus
Vše nasvědčuje tomu, že povaha Říma v době královské měla zřejmý etruský charakter. Lid se dělil v souladu s magickými čísly: Existovaly 3 rody, dělené na 12 kurií. Dnes je již známo, že četná slova etruského původu byla mylně identifikována coby indoevropská.[zdroj?] Tato otázka je předmětem četných debat.
Rodová jména Ramnes, Luceres, Tities jsou etruská, stejně jako slovo curiae (kurie). Král byl nejspíše označován etruským pojmem lucimo a jisté je, že symboly monarchie byly rovněž tradičně etruské.[zdroj?] Těmi jsou: zlatá koruna, žezlo, trůn, tóga palmata (specifický plášťový oděv), nad nimiž významově dominuje svazek (latinsky fascis) prutů obepínajících dvoubřitou sekeru, označovaný jako fasces, symbol spojení moci a práva. Podle římské tradice 12 prutů zastupuje 12 liktorů, služebníků zastávajících významné státní funkce (svazek liktorů latinsky: fasces lictoriae). Symbol „fasces“ je využíván i v současnosti. Lze ho například najít ve dvojím vydání přímo ve Sněmovně reprezentantů ve Washingtonu (USA), kdy jedno symbolizuje moc lidu, druhé pak moc státní. V napoleonských dobách zdobil titulní stranu francouzských pasů a za zmínku jistě stojí jeho využití ve 20. letech dvacátého století, kdy se pod tímto symbolem sjednocovali příslušníci italského fašistického hnutí s odkazem na tradici římské říše, vyjadřující rostoucí moci jedince, který se stane součástí hnutí, tedy svazku.
Pozůstatky jednoho exempláře tohoto znaku, který se skládá z bronzových prutů obepínajících dvoubřitou sekeru, byly nalezeny v hrobce v etruském městě Vetulonia. Později byla s držením stejného symbolu identifikována náhrobní malba bojovníka Avele Feluske.
Postupem času vliv etruské části obyvatelstva v Římě upadal, což se později projevuje mj. stoupajícím počtem indoevropských jazykových obratů, které postupně nahrazovaly původní etruské. V období okolo založení římské republiky mohli již Etruskové mít na fungování Říma minoritní podíl a podle historických údajů žili v etruské čtvrti Tuscus vicus.

### Etruské umění
Hlavní článek: Etruské umění
Hlavně díky vysoké úrovni umění Etrusků si dnes můžeme udělat poměrně slušnou představu o jejich životě, zvycích, rituálech i o jejich každodenním životě. Techniky, jako granulování šperků, oblast malířství, sochařství či zpracování keramiky, často dokládají vyspělost etruské civilizace a jsou cennými zdroji informací pro pochopení tehdejšího způsobu života. Četné odkazy etruského umění můžeme najít později v umění římském, etruské vlivy se podílely i na vzniku umění a stylu doby laténské, jejímiž nositeli byli Keltové.

### Etruská architektura
V blízkosti etruského sídliště Viterbo existují zachovalé pozůstatky původního etruského hradiště Acquarossa, které bylo zničeno okolo roku 500 př. n. l. V pozdějších dobách nedošlo k jeho rekonstrukci a díky tomu se zachovaly relativně nenarušené původní etruské struktury. Pro zdění budov bylo použito různých konstrukčních technik, některé byly stavěny z tufových kvádrů, jiné z cihel sušených na slunci a zděných v dřevěném rámování (technika nápadně připomínající hrázděnou architekturu). Dále byly nalezeny pozůstatky zdiva tvořeného propletenými pruty, zamazanými jílem. Domy byly dispozičně řešeny jako 2–3 místnosti v řadě, přičemž vchod byl tradičně z delší strany. Ohniště bylo umístěno buďto uprostřed místnosti, nebo vestavěno k zádové stěně domu. Interiér a dispoziční řešení hrobek, pocházejících ze stejného období, které byly vytesány do skalního masivu, vykazuje četné podobnosti s těmito domy. V Acquarosse byly rovněž nalezeny terakotové dekorační prvky, většinou spojované s chrámovými konstrukcemi, jako je akroterion (ornament umístěný na podstavci v průčelí na nejvyšším bodě budovy, v sedle trojúhelníkového štítu, tzv. pedimentu), malované střešní tašky a antefix (vertikální ornament umístěný před poslední taškou v řadě, tedy na okraji střechy, zakrývající spojnicové řady tašek).
Etruské architektonické prvky jsou v rámci římské architektury velice významné. Nejstarší římská hradba, datovaná do raného období římského království, je vystavěna ve stylu zvaném opus quadratum, který byl využit v etruských městech Suti, Falerii, Ardea a Tarquinie.
Mimoto Etruskové také stojí za vybudováním odvodňovacích a kanalizačních systémů, které byly rozšířeny ve všech etruských městech. Římský kanalizační systém cloaca maxima je etruského původu, stejně tak jako původní systém cest, hrází, drenážních jam a derivačních kanálů. Ještě významnějším přínosem Etrusků bylo používání obloukové klenby, kterou můžeme pozorovat např. na konstrukcích bran, mostů a klenutých průchodů.
Římské domy byly rovněž budovány v pozdějším etruském stylu, tzn. místnosti stavěné ve čtyřhranném půdorysu okolo otevřeného dvora, který byl umístěn v centru stavby. Střecha byla klasicky budována podle typu zvaného cavoedium tuscanicum, tedy střešní konstrukce ponechávající v centru otvor pro otevřený dvůr.
Významným rysem etruské architektury bylo její silné ovlivnění náboženskými pravidly. Zejména při zakládání měst či při budování významných objektů bylo precizně dbáno na dodržování náboženských předpisů (např. topografická orientace ulic apod.) a četných rituálů, které postupně ztrácely na významu a byly časem zapomenuty v souvislosti se stoupající mocí Říma. Oproti tomu techniky výstavby a četné architektonické prvky byly Římem v širokém rozsahu převzaty.

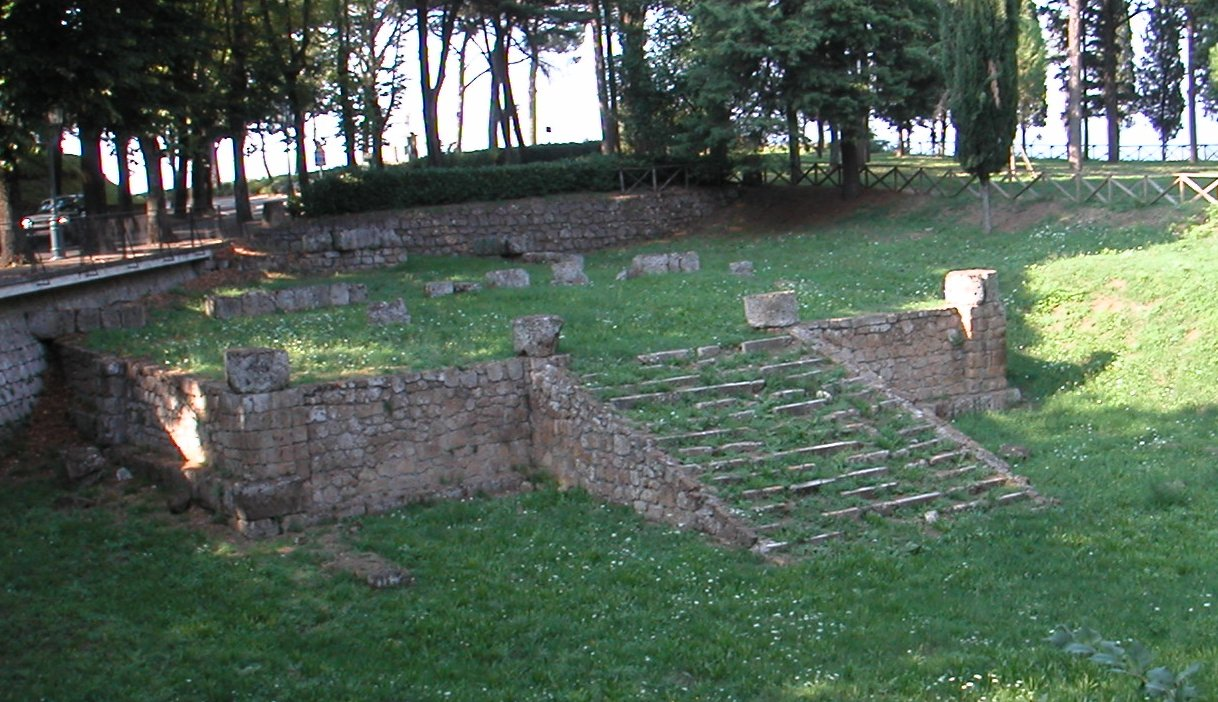
Pozůstatky etruského chrámu, Orvieto
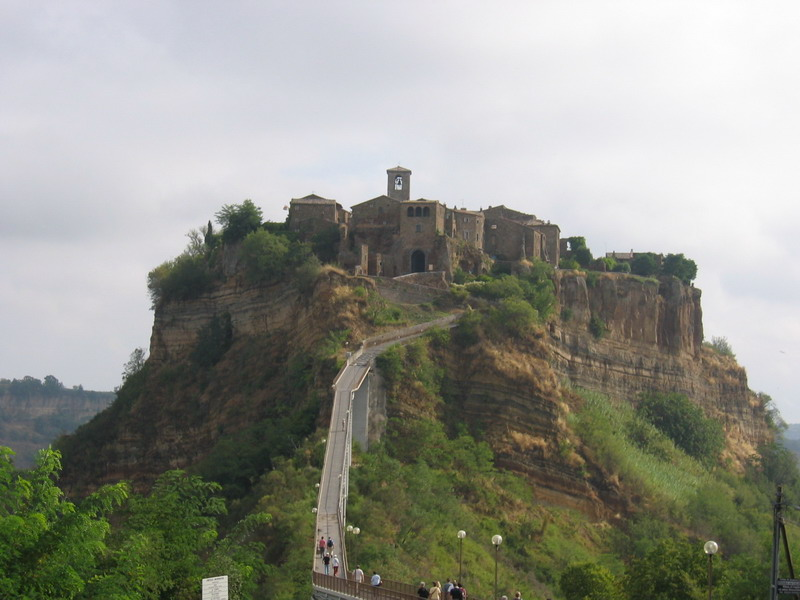
Pozůstatky etruského města. Civita di Bagnoregio, Itálie
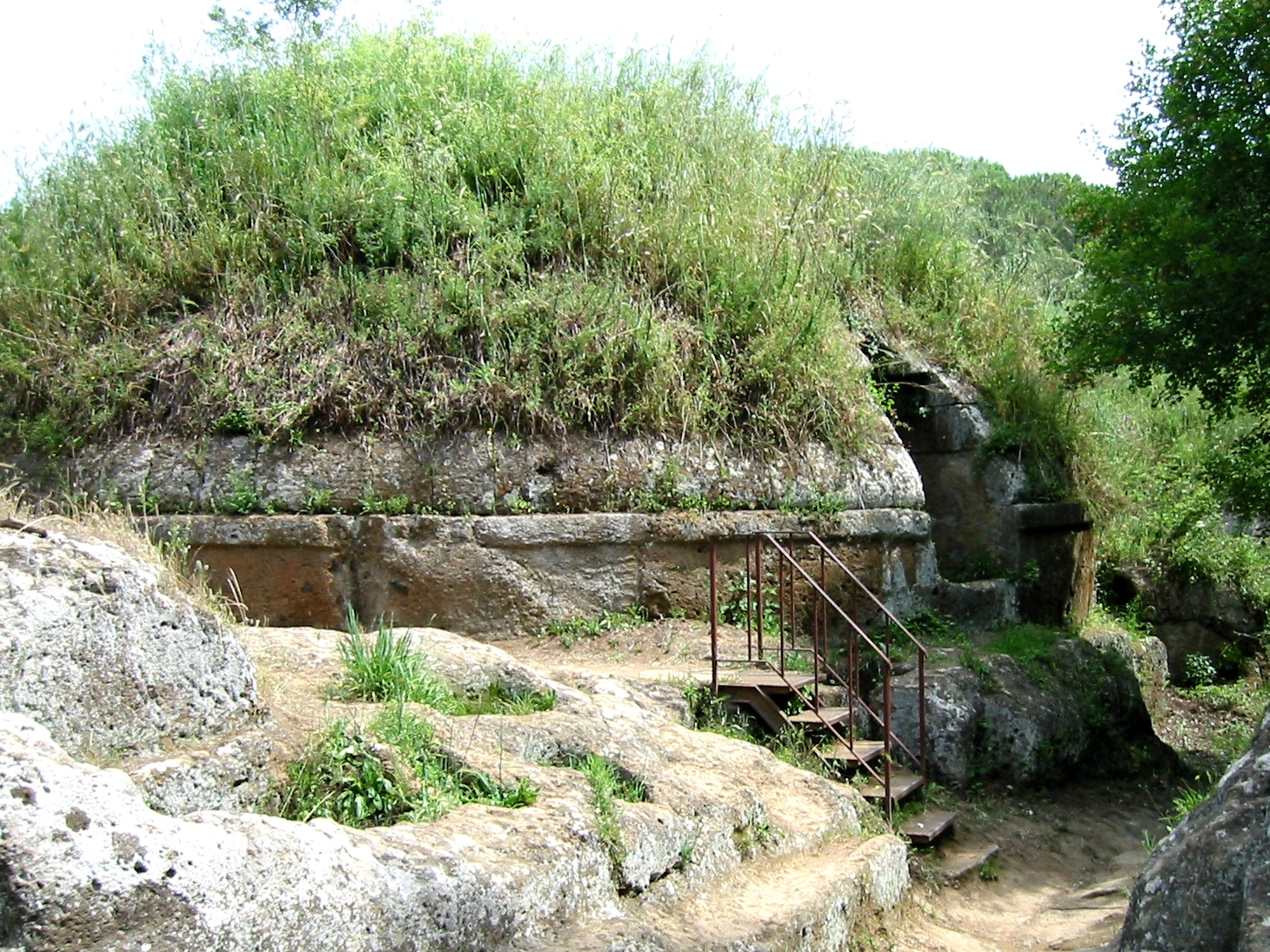
Etruská mohylová nekropole Banditaccia u Cerveteri
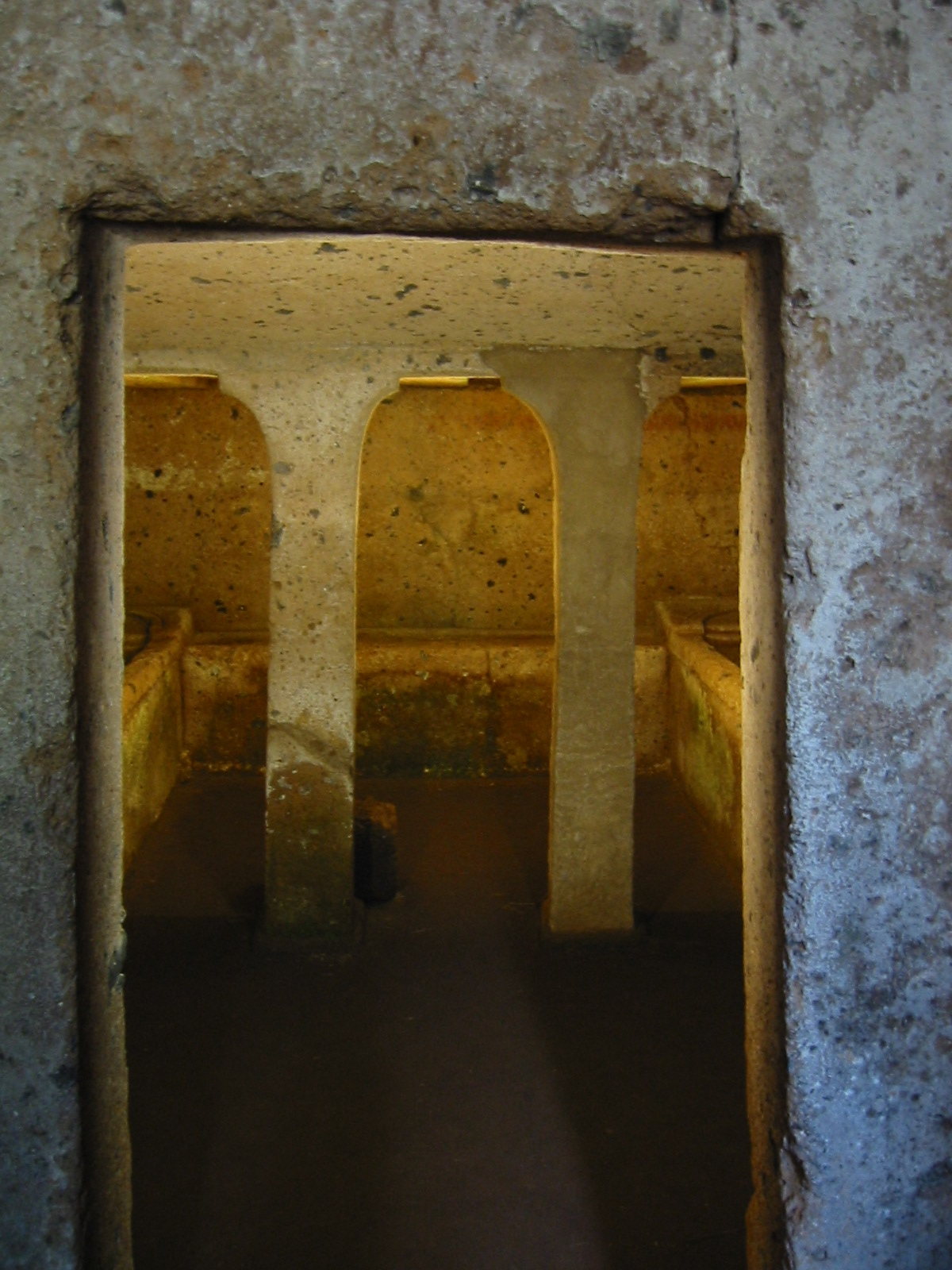
Banditaccia interiér, pohřební komora
Interiér hrobky s leopardem, Monterozzi u Tarquinií
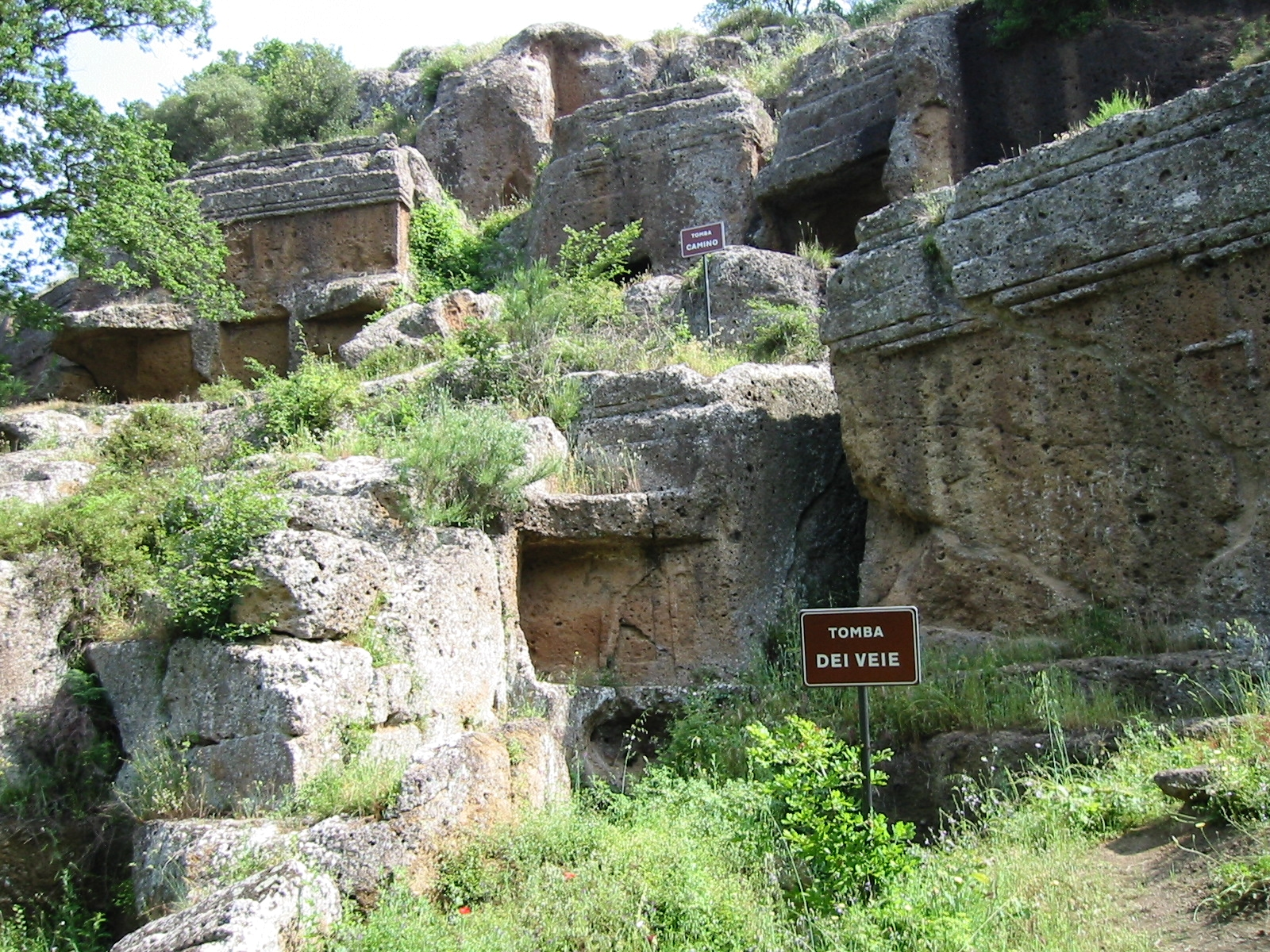
Vytesané pohřebiště, Norchie
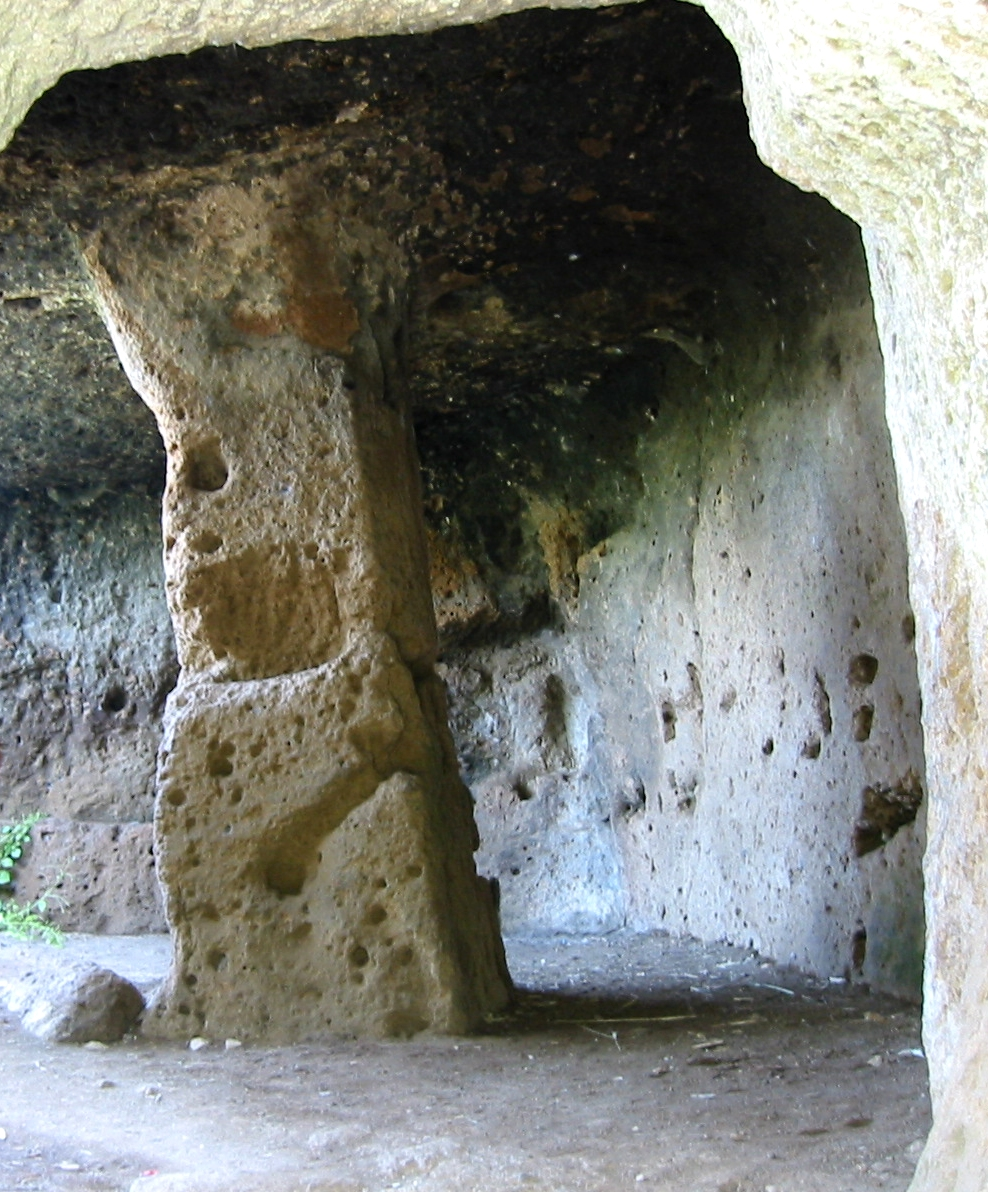
Interiér pohřebiště v Norchii
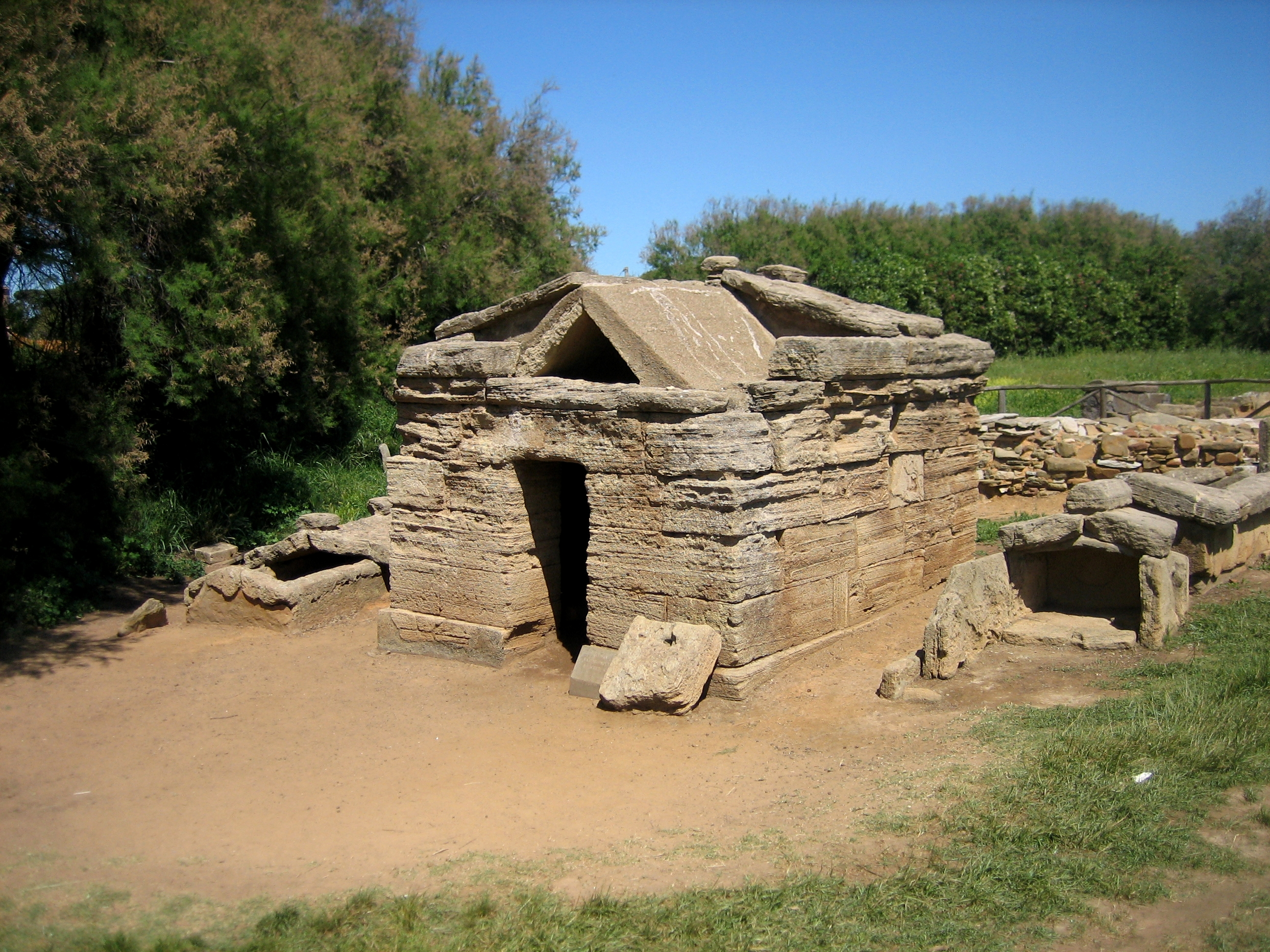
Pohřebiště v Populonii (etruská Pupluna)

### Další vlivy
Etruská společnost zanechala své otisky ve vývoji Říma v mnoha dalších oblastech. Můžeme zmínit gladiátorské zápasy, pořádání banketů a zábavních divadelních, hudebních či tanečních představení a nad to vše římskou literaturu, jejíž zárodky jsou sledovány v etruských kruzích. Etruskové přispěli mnohem více než pouhými vnějšími vlivy k utváření Říma a římské společnosti.

## Genetika
I poté, co byli Etruskové jako etnikum pohlceni římským impériem, jejich geny přežívaly až do středověku. Mitochondriální DNA z etruských hrobů se shoduje s DNA v toskánských hrobech ještě v 15. století. U současných Toskánců je DNA již odlišná, patrně díky rozsáhlé migraci.

## Obrazová galerie etruského umění

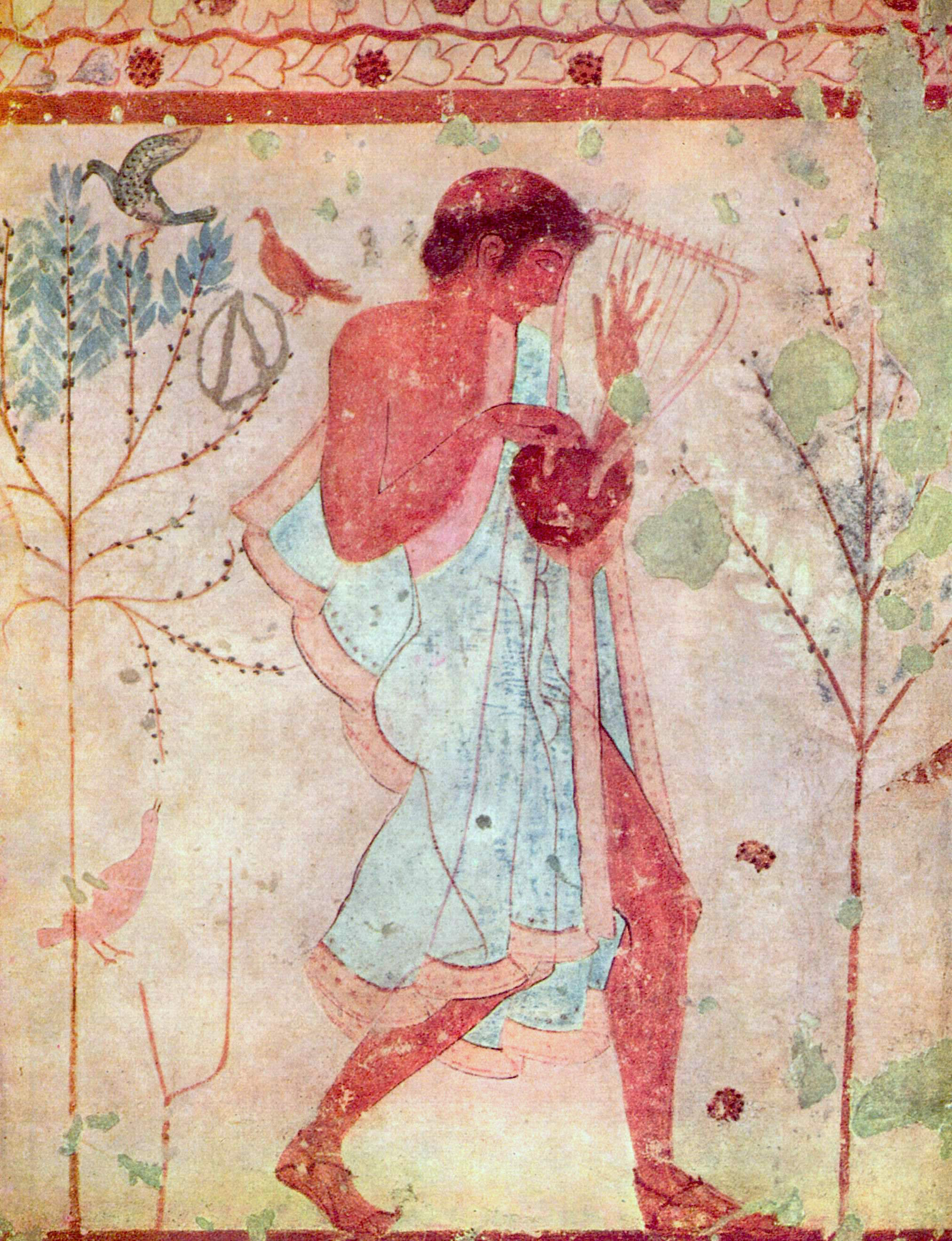
Hudebník. Nástěnná malba z hrobky v Tarquiniích
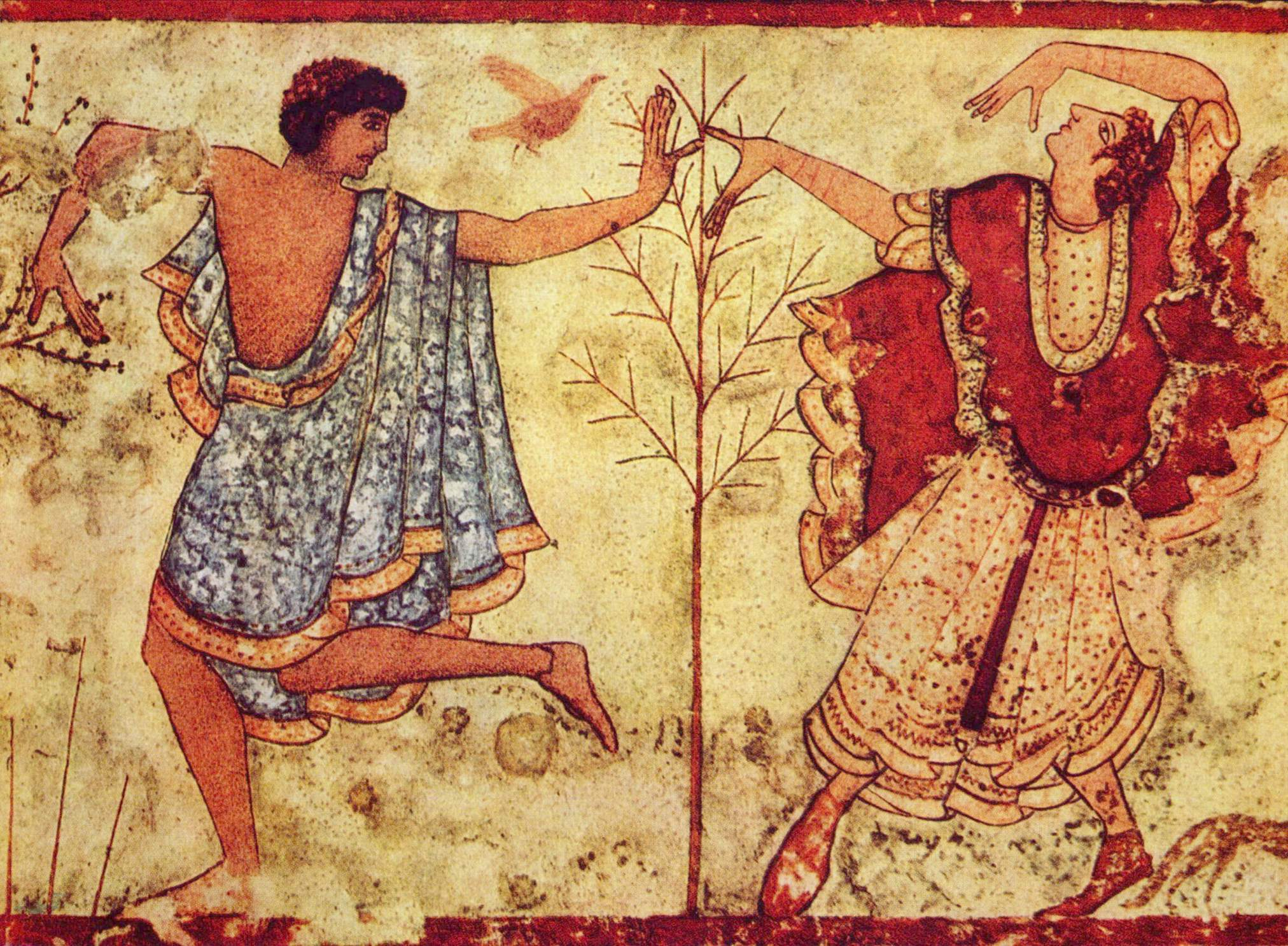
Tanečníci
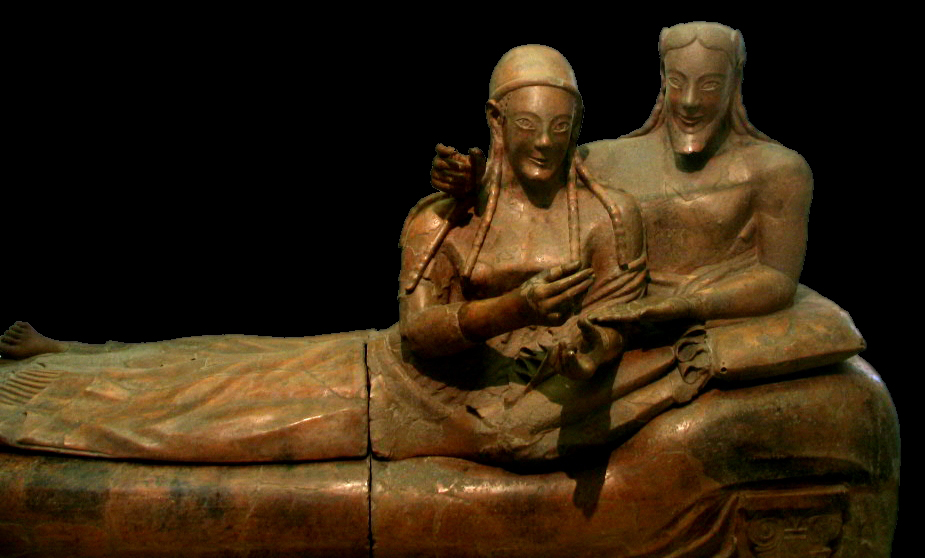
Etruský pár. Sarkofág
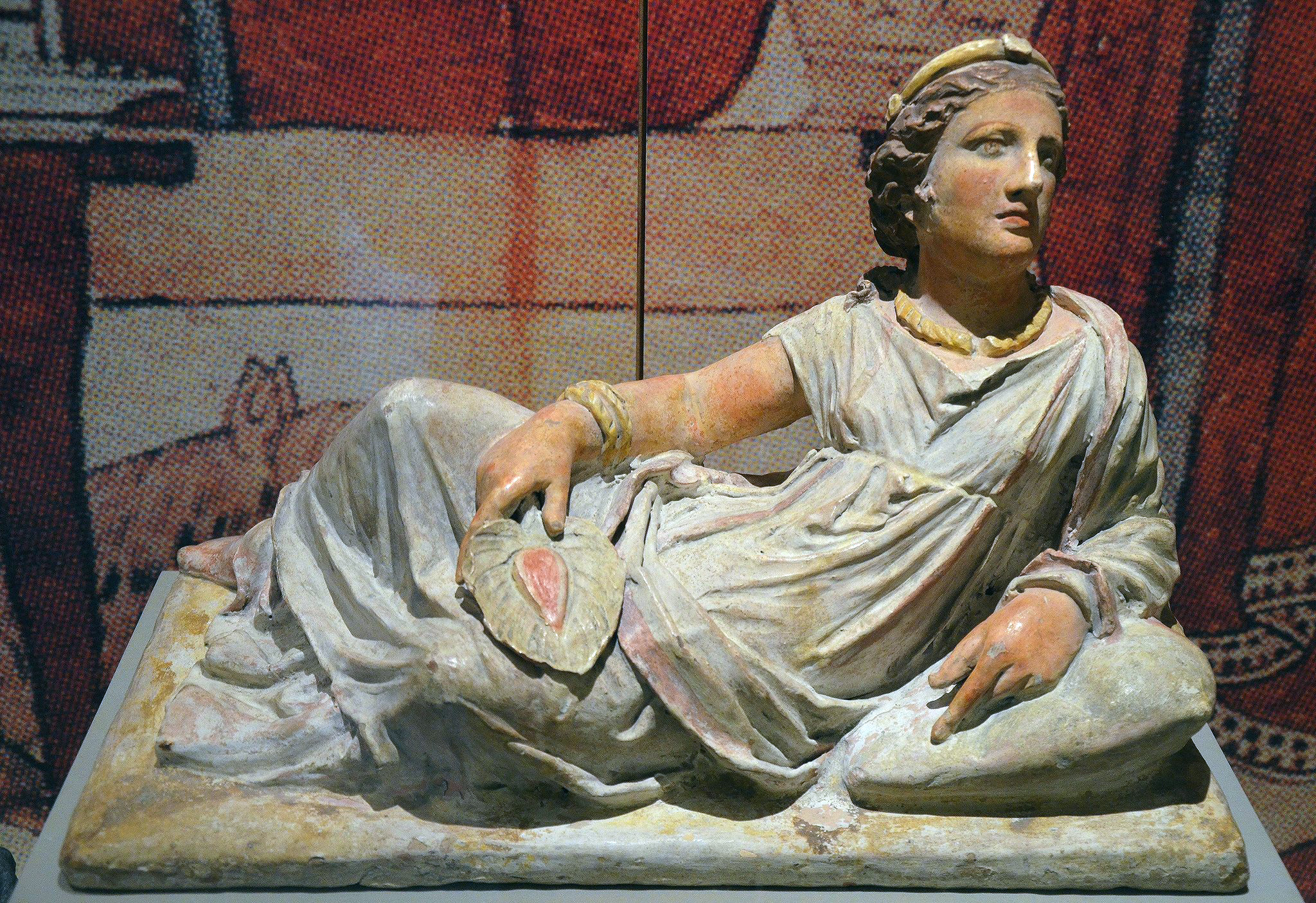
Etruská žena. Terakotová soška
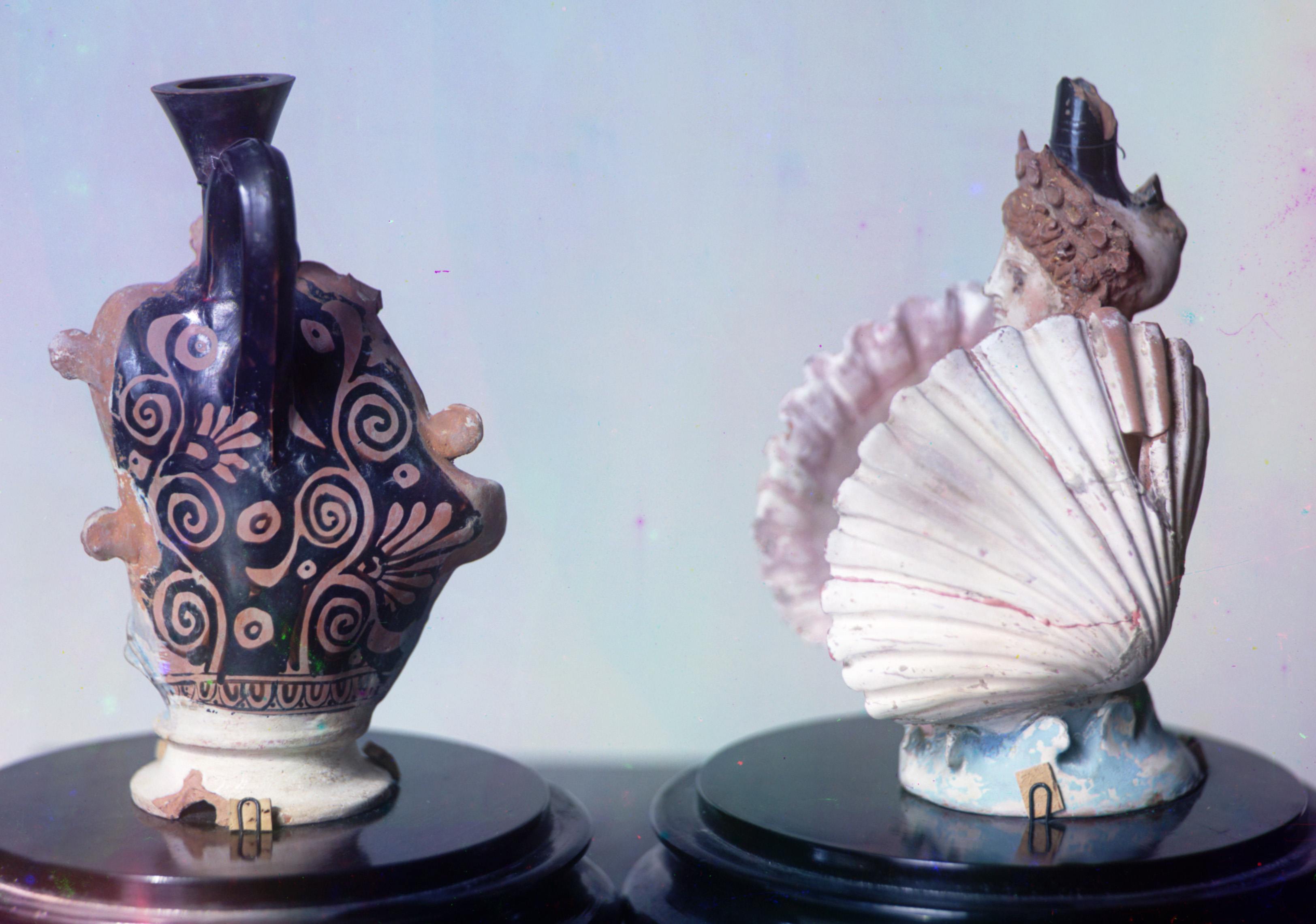
Etruská keramika
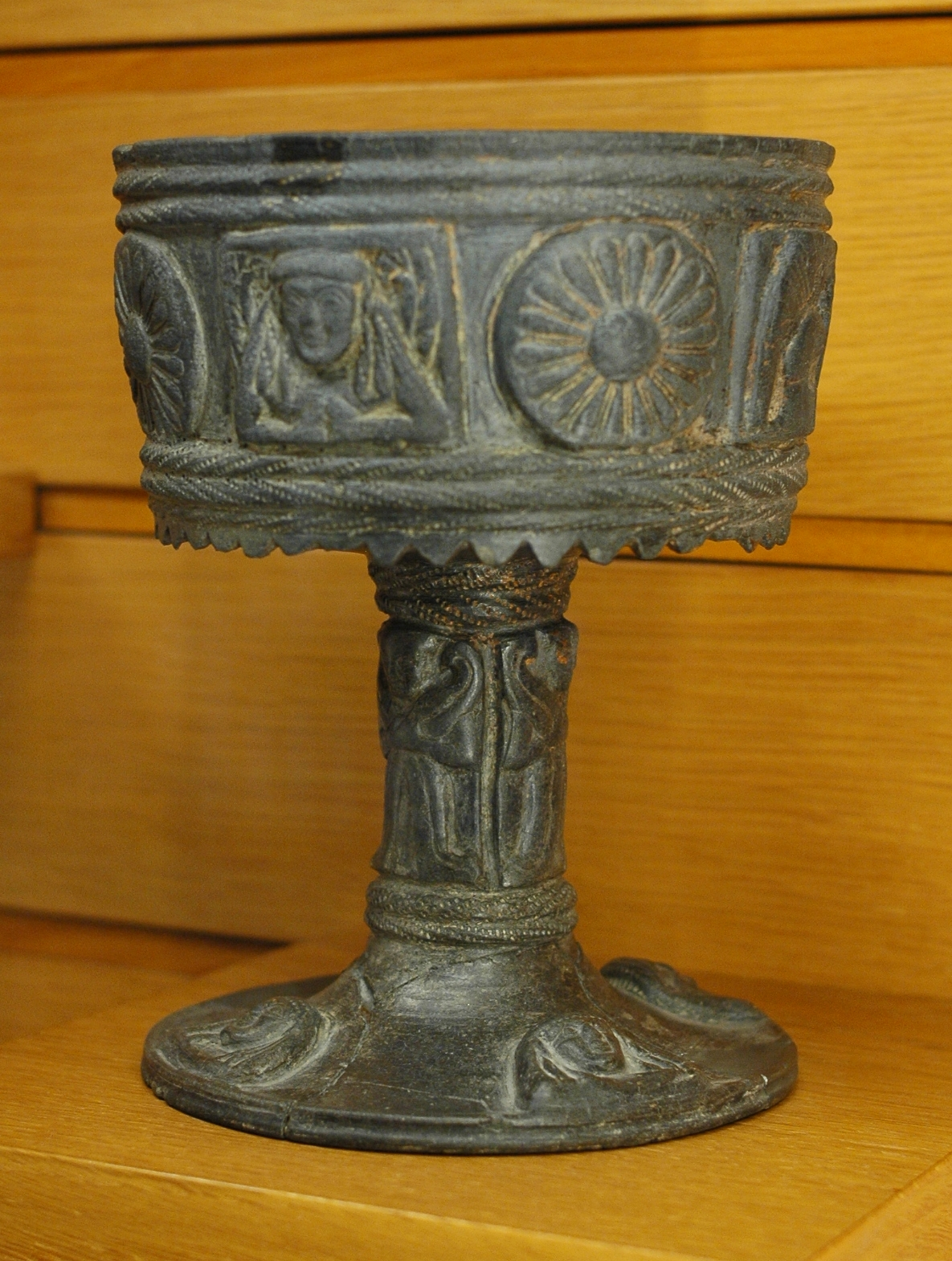
kalich „bucchero keramika“
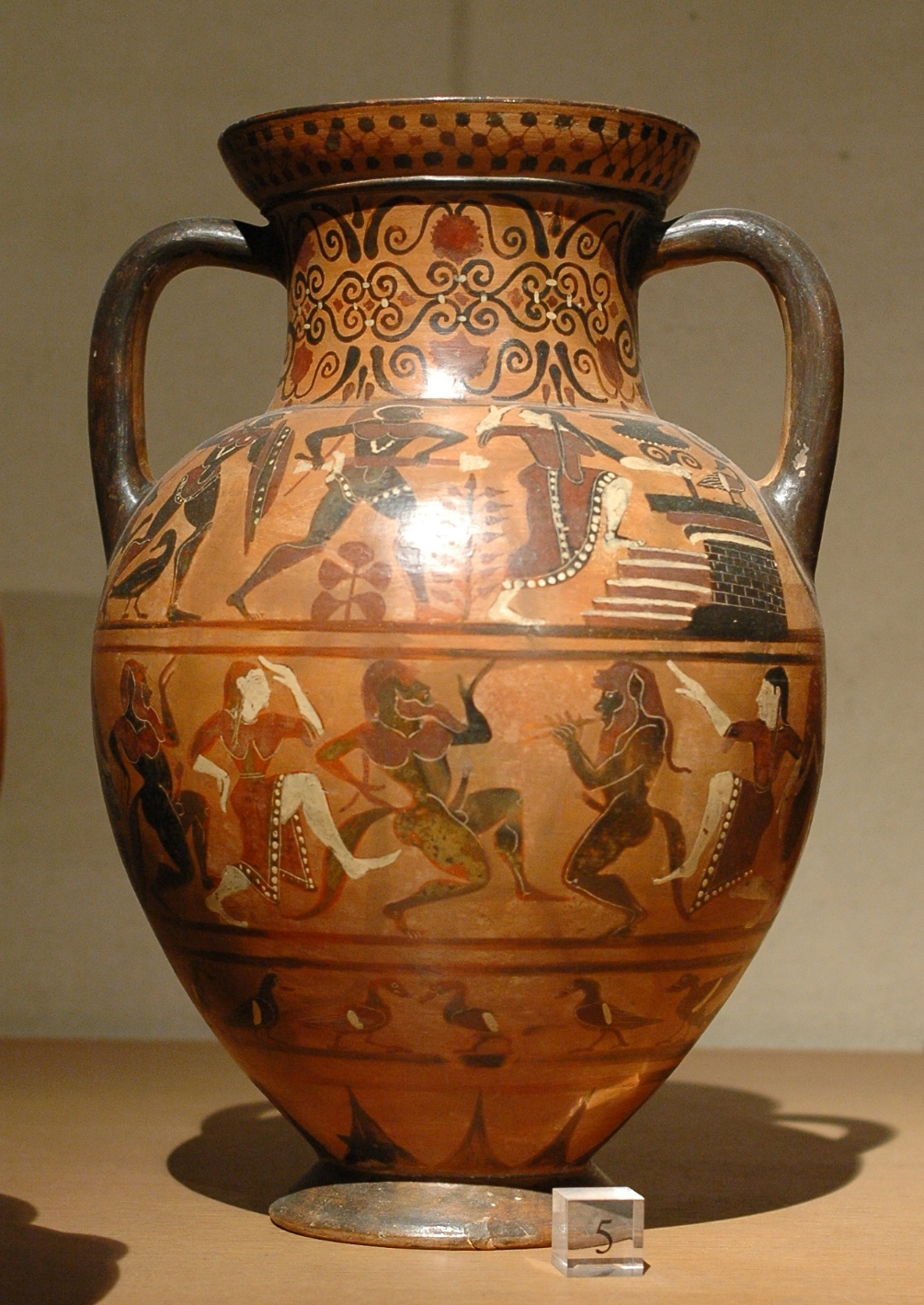
etruská amfora
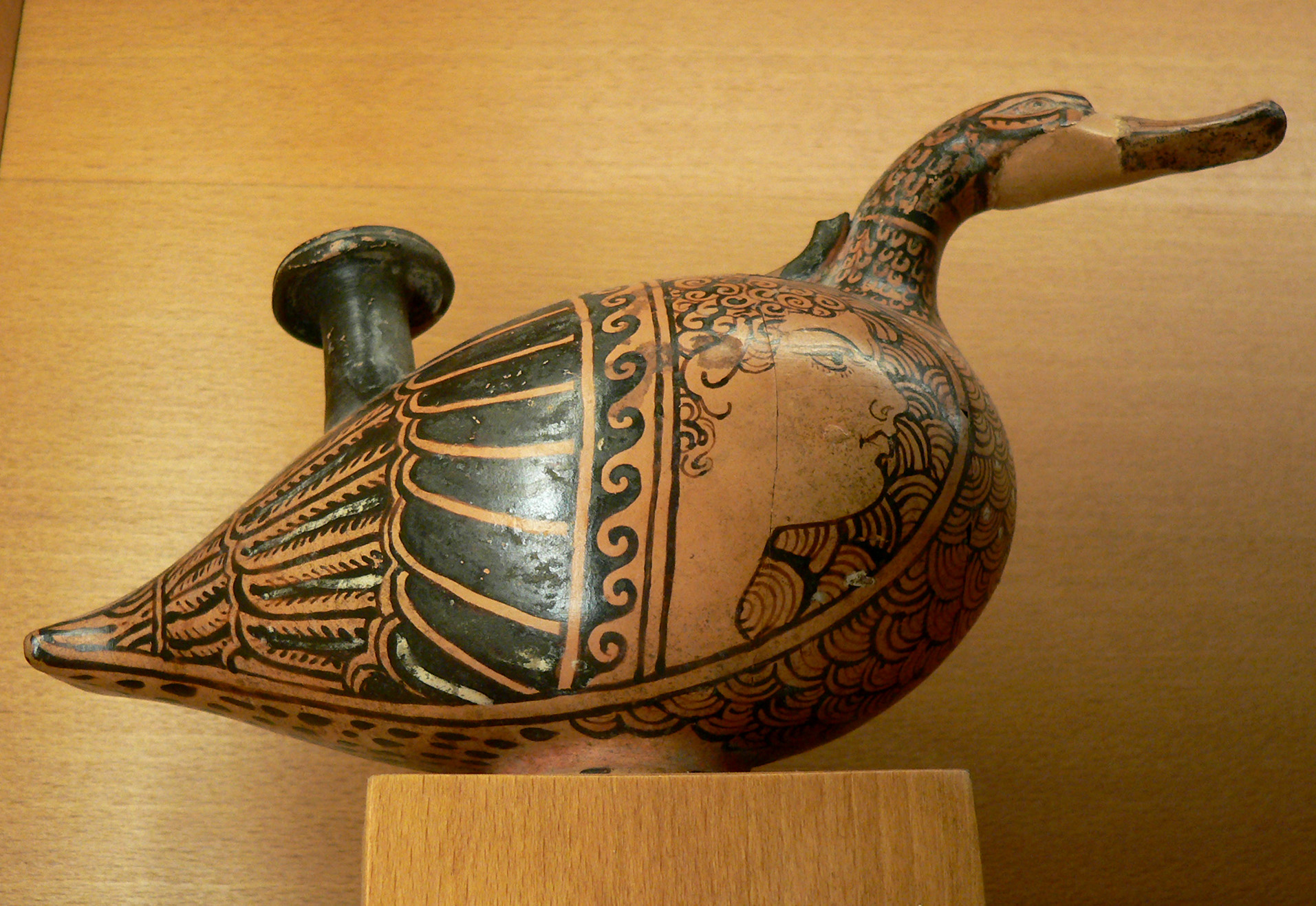
váza, plastika
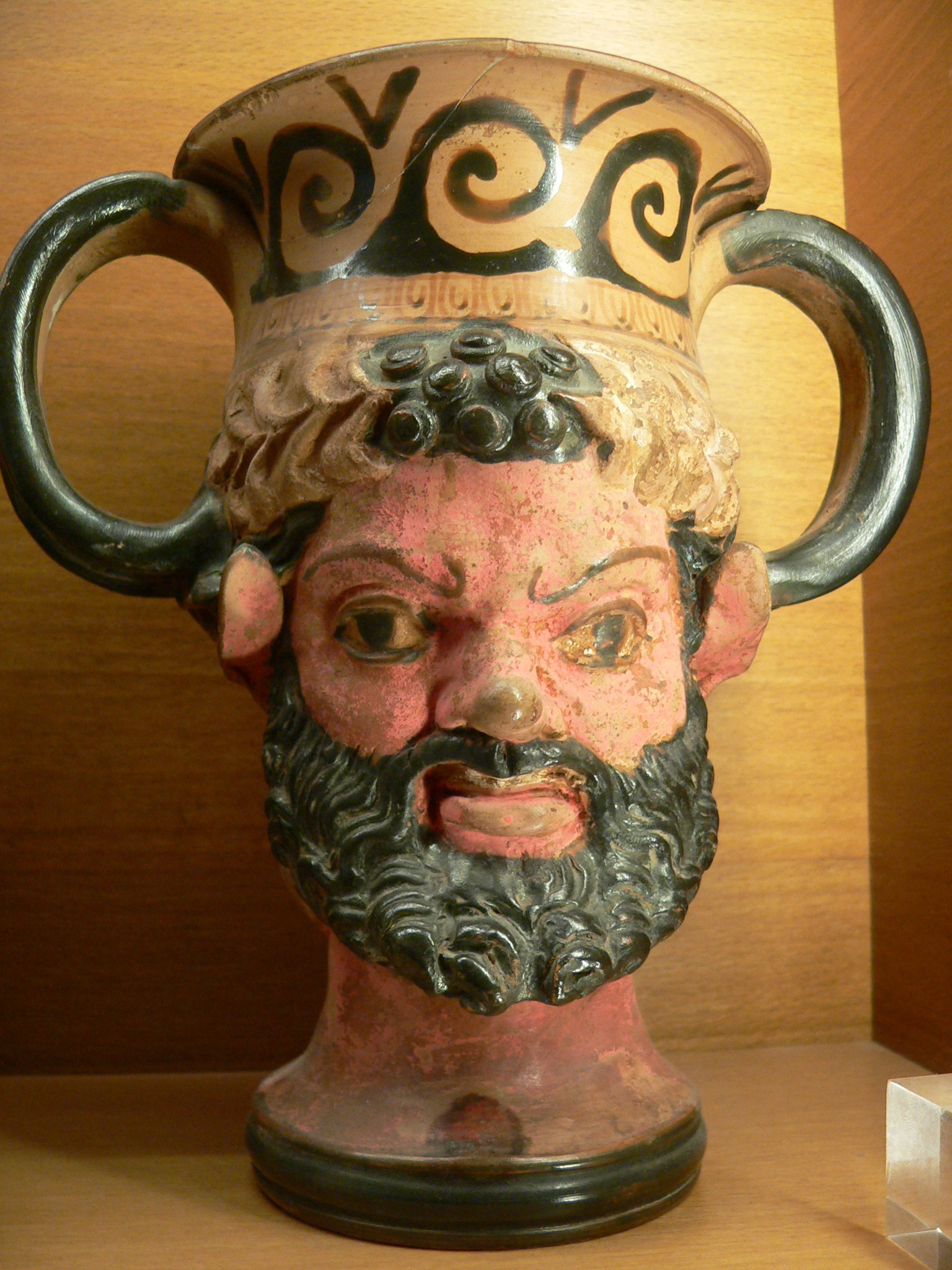
plastika, Louvre
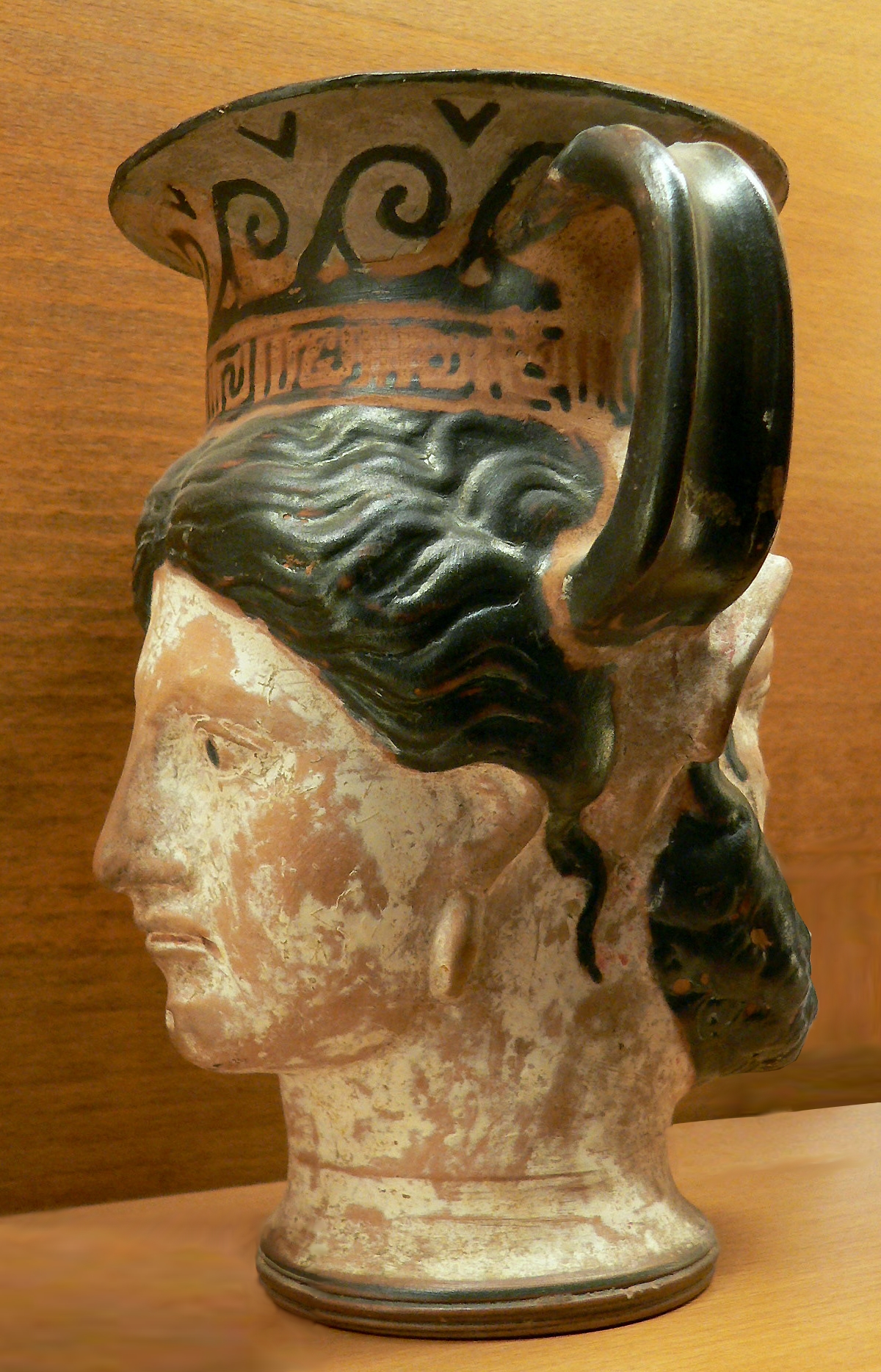
plastika II, Louvre
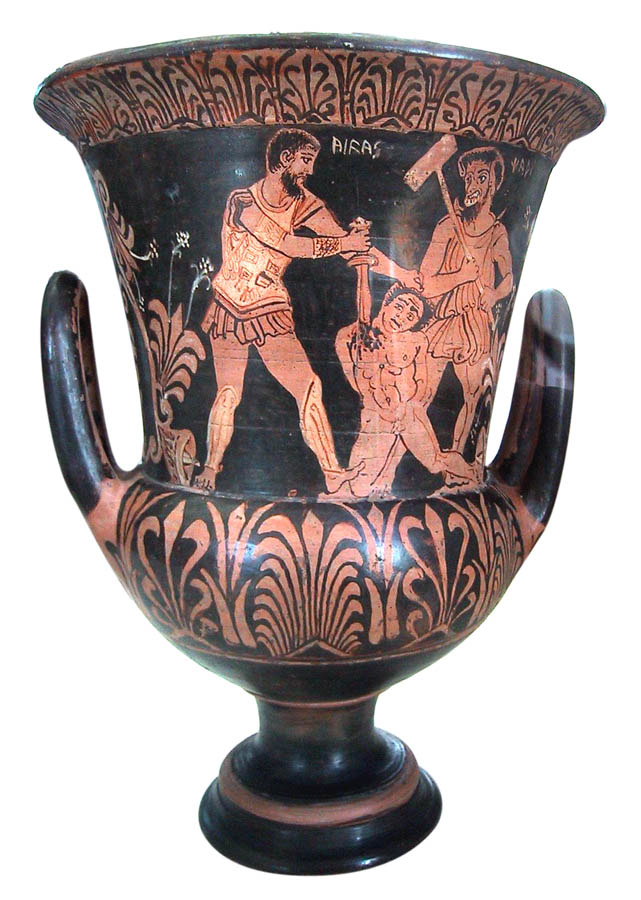
Charun, démon smrti
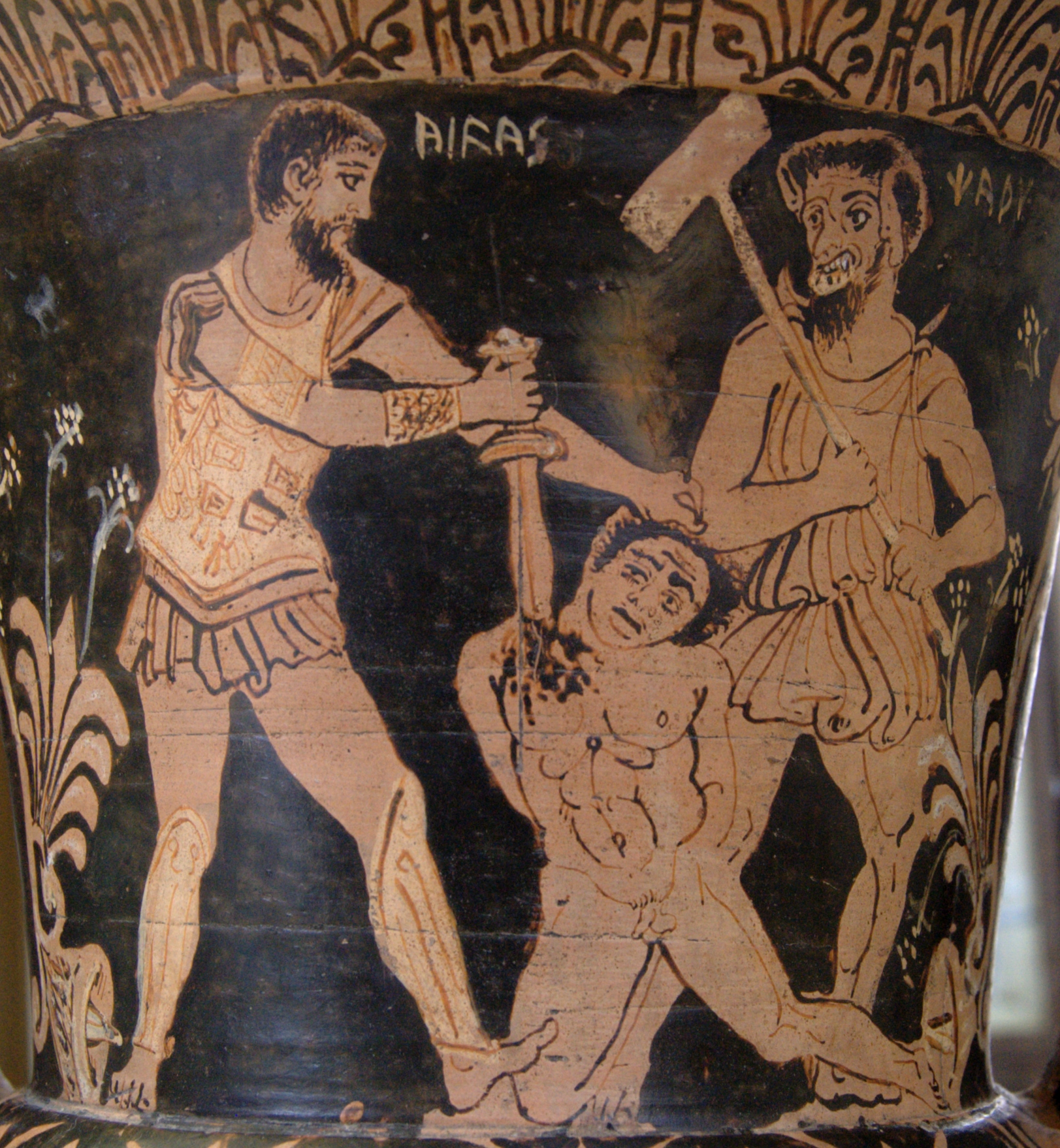
Detail I
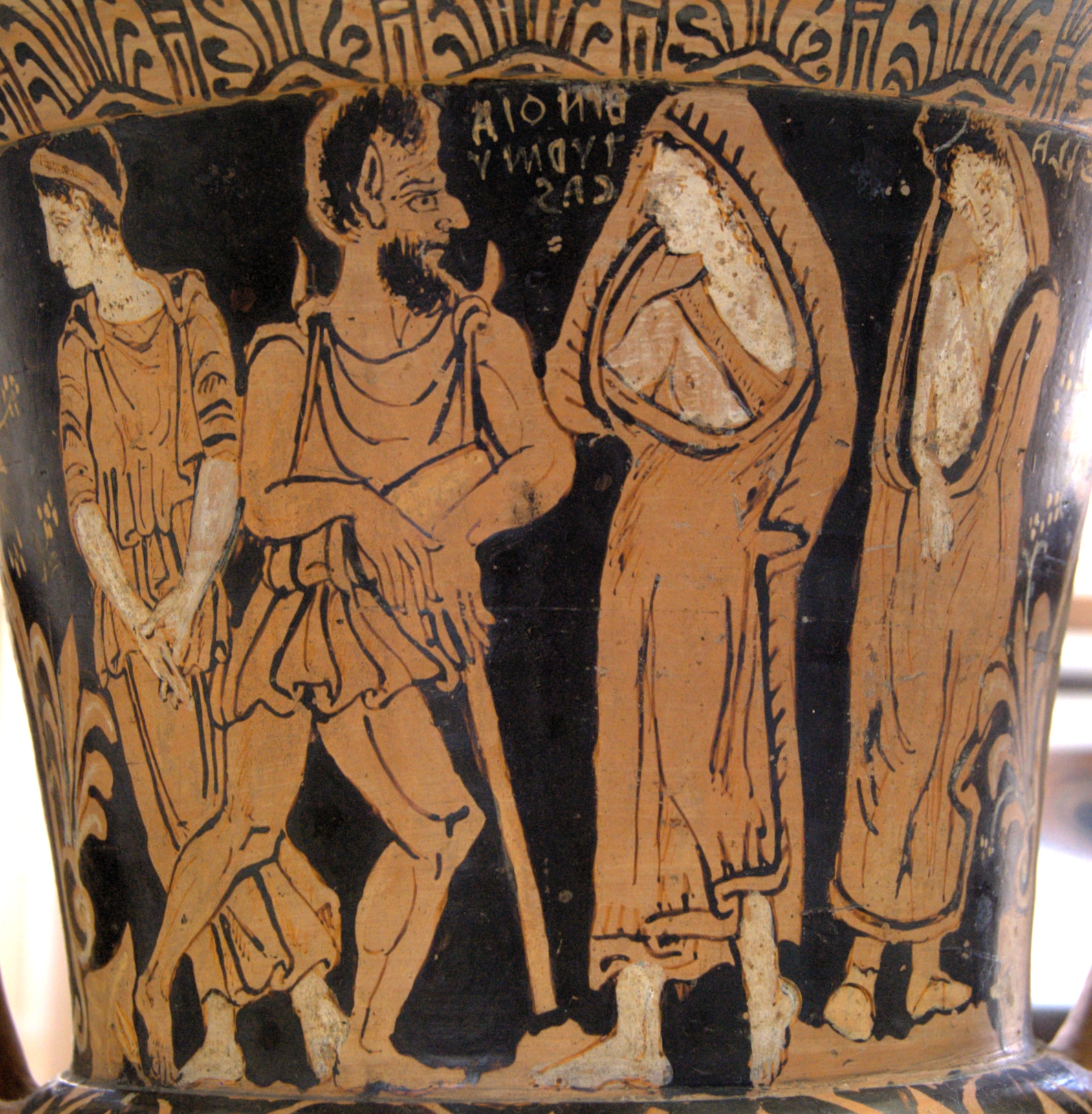
Detail II
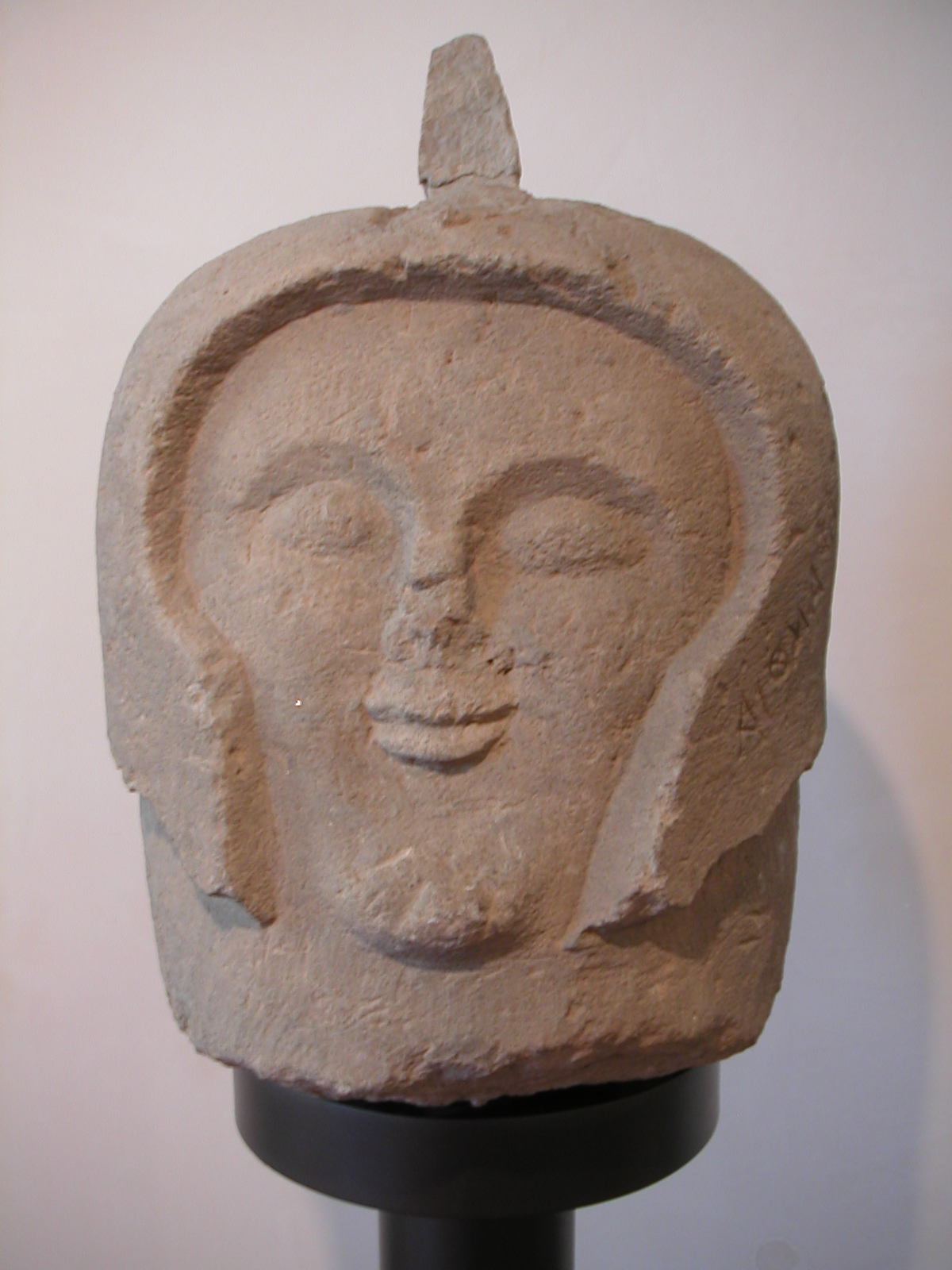
Hlava etruského bojovníka sloužící jako „cippus“ (náhrobní kámen) v pohřebišti Crocifisso del Tufo u města Orvieto
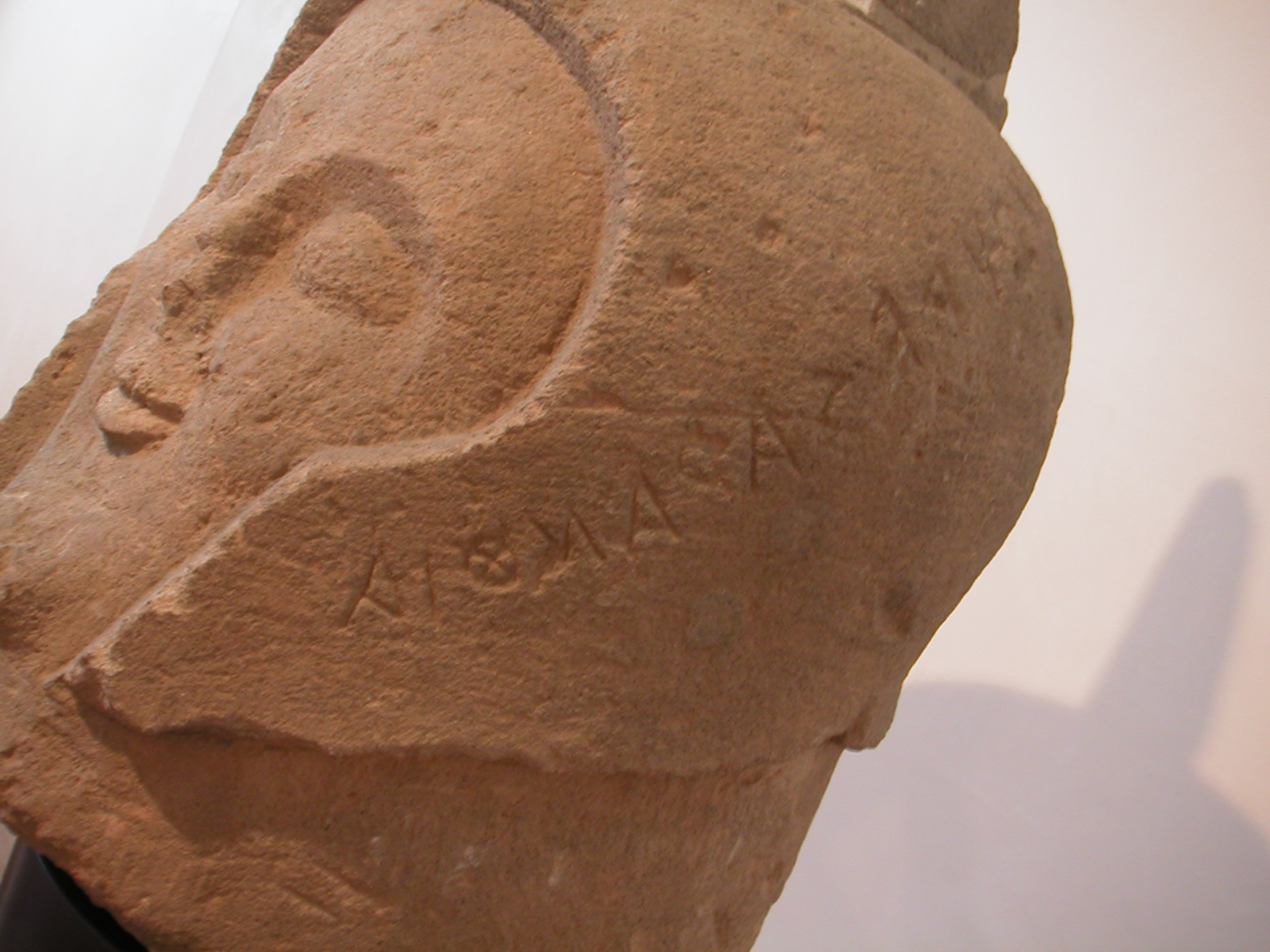
Hlava etruského bojovníka II
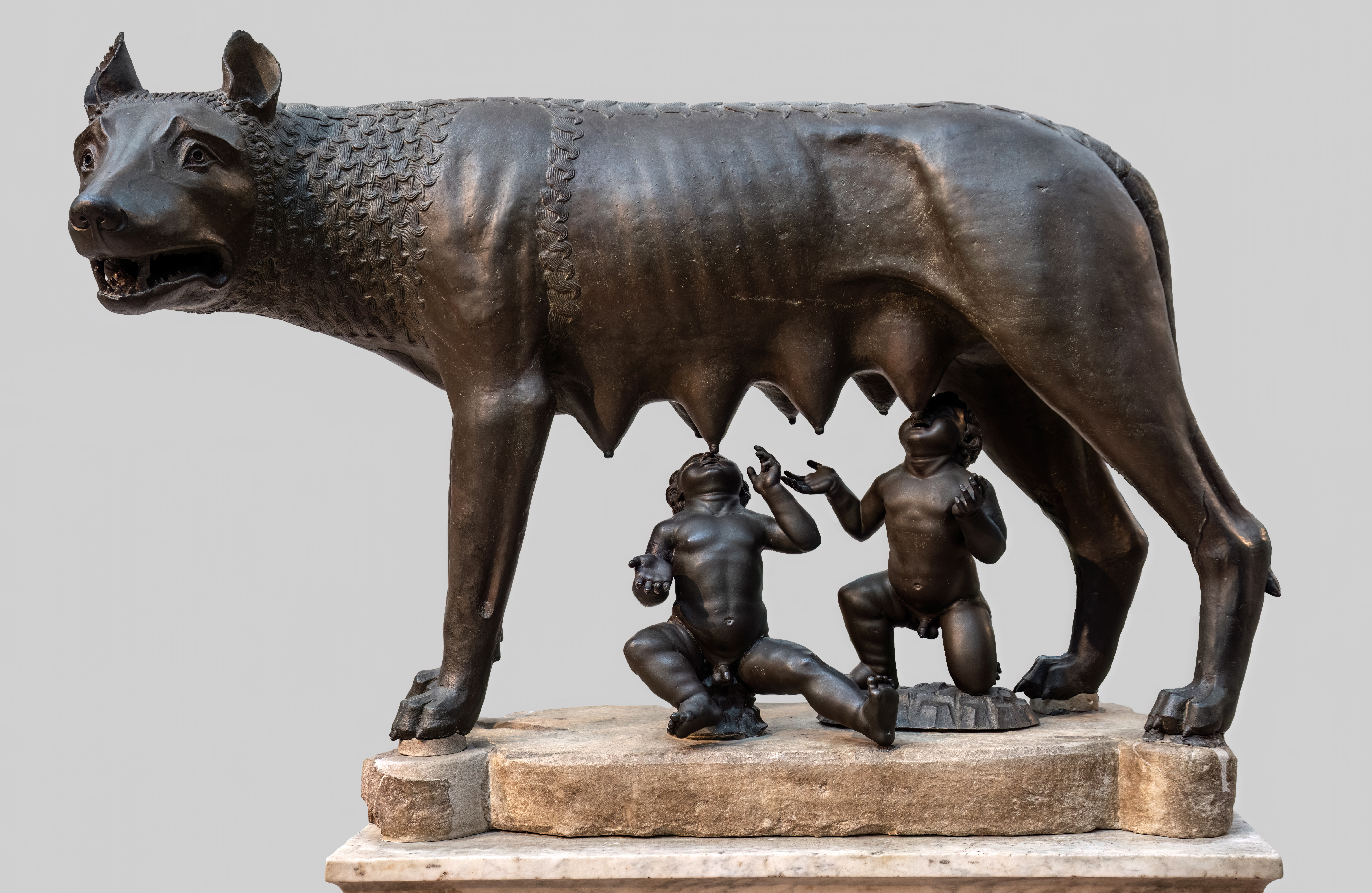
Bronzová socha kapitolské vlčice z 6.–5. stol. př. n. l. Dvojčata přidána až v 15. století